# Naturschutz in der DDR

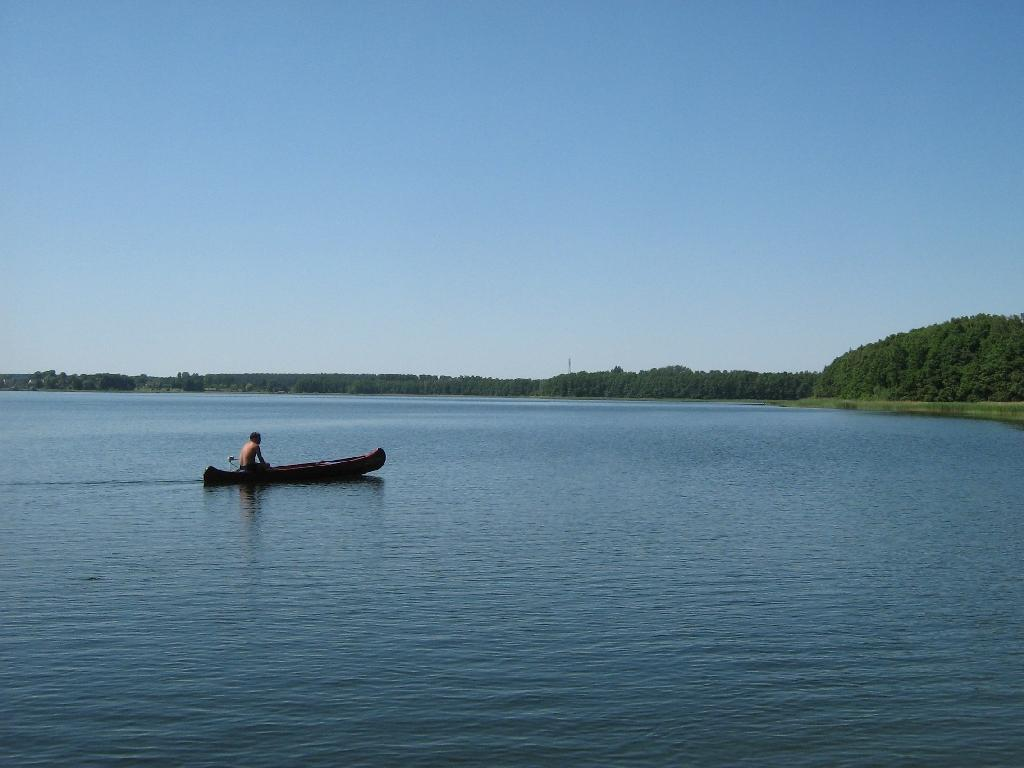
Der Müritz-Nationalpark wurde nach langjähriger Vorarbeit in den letzten Monaten des Bestehens der DDR eingerichtet; hier: Der Käbelicksee

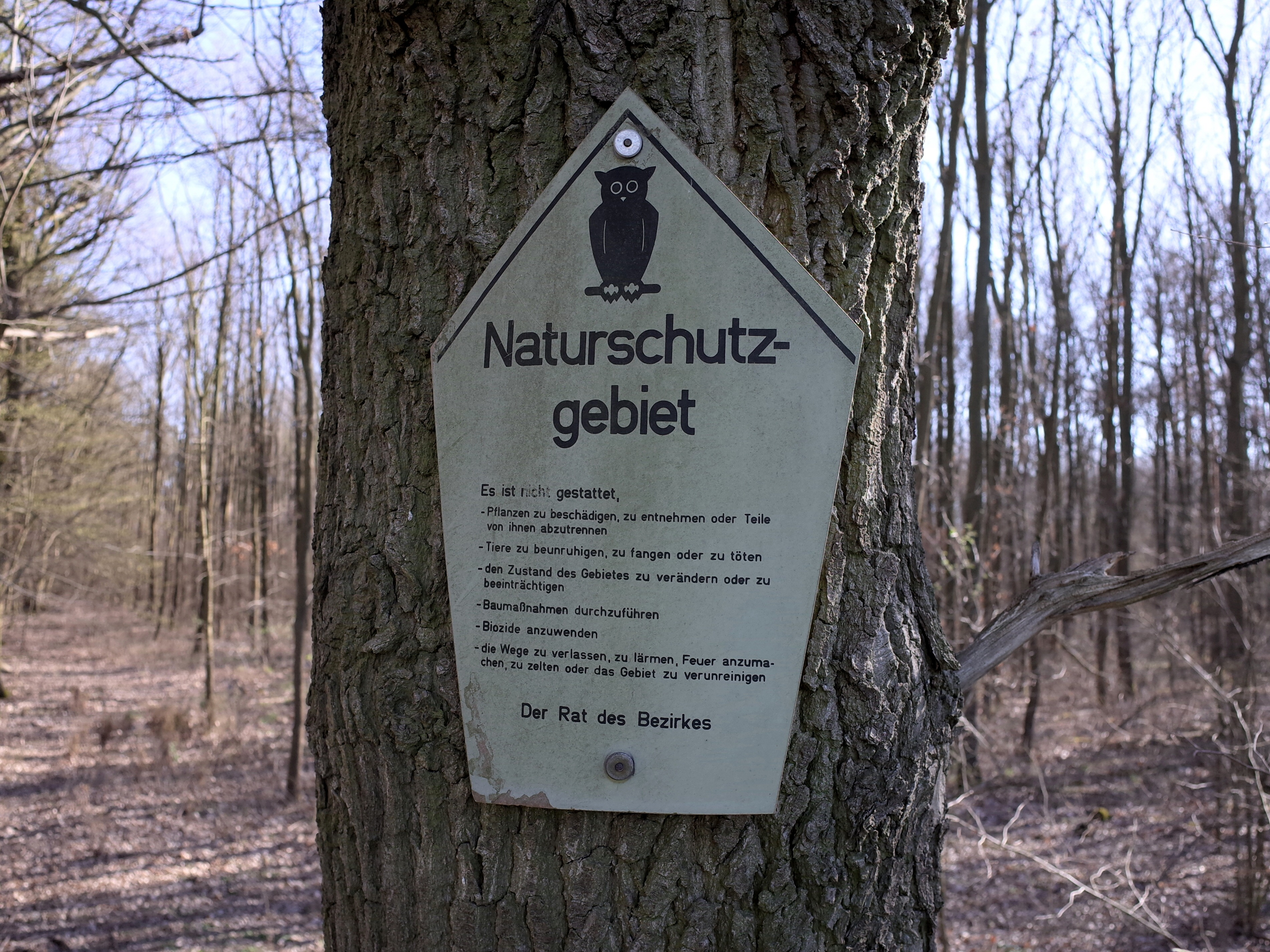
NSG-Schild in der DDR

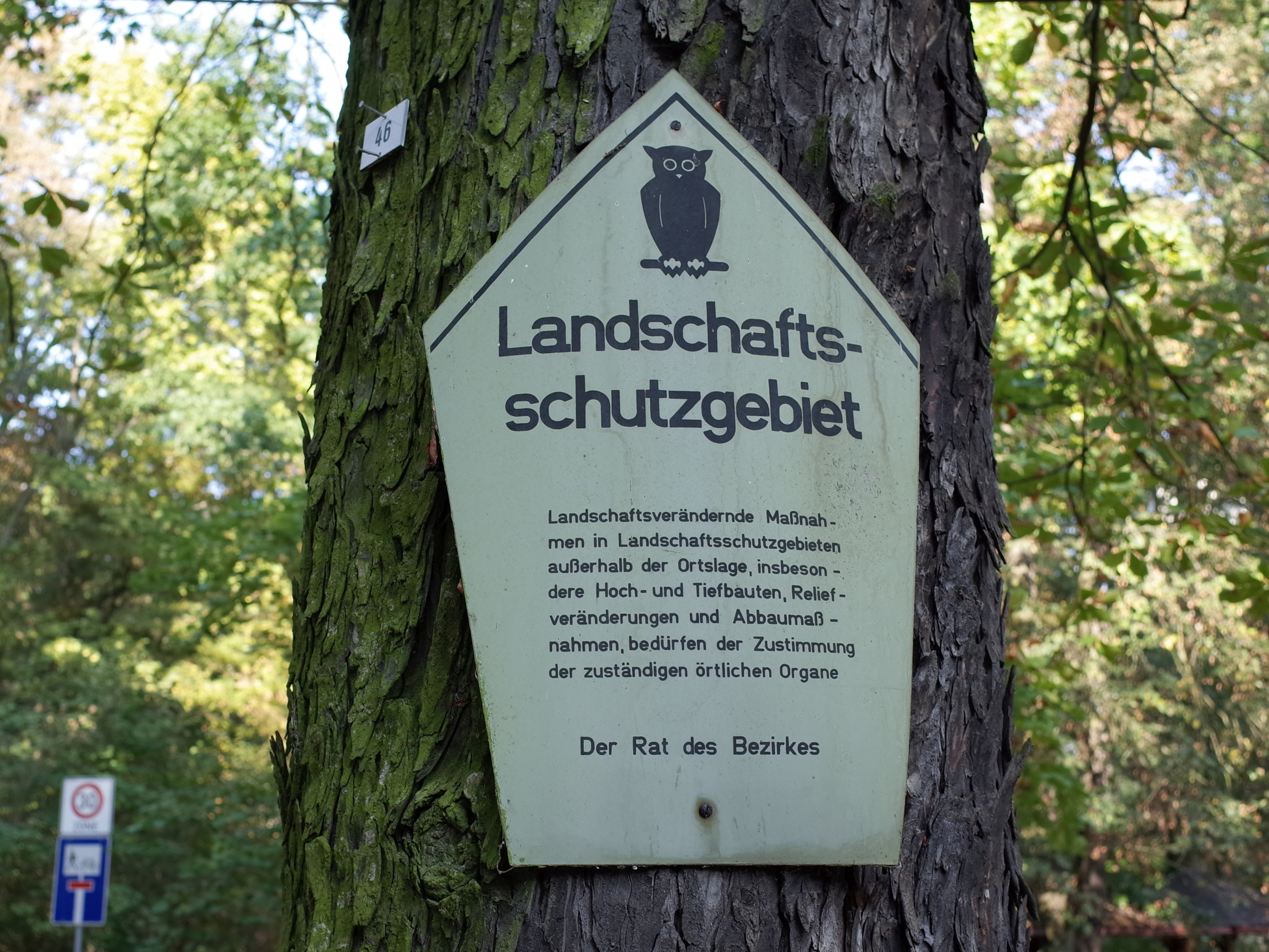
LSG-Schild in der DDR

Der Naturschutz in der DDR knüpfte einerseits an die Geschichte des Naturschutzes in Deutschland an, setzte sich aber anderseits von der ästhetischen Überhöhung und der völkisch-rassistischen Betonung von Natur und Landschaft während der Zeit des Nationalsozialismus ab. In der praktischen Arbeit blieben die Aufgaben zunächst dieselben, Leitbild war weiterhin der Schutz von Naturdenkmälern, (kleinen) Naturschutzgebieten und Landschaftsteilen (Landschaftsschutzgebieten). Der Umweltschutz litt unter anderem darunter, dass vieles in der Verantwortung Ehrenamtlicher lag, dass die Energieversorgung durch Braunkohle, die Braunkohlechemie, der Abbau von Uran durch die Wismut Vorrang hatten und dass Verstöße gegen Naturschutzrecht lediglich als Ordnungswidrigkeit galten. Trotz der überall sichtbaren Umweltschäden fand eine Diskussion in den staatlich gelenkten Medien kaum statt.
Der hoheitliche Naturschutz in der DDR kann in fünf Phasen unterteilt werden, die sich nach der geltenden Rechtslage abgrenzen lassen: Zunächst war die Rechtsgrundlage das fortgeltende Reichsnaturschutzgesetz von 1935; ab 1954 gab es ein eigenes Naturschutzgesetz; ab 1970 gab es das Landeskulturgesetz; ab 1982 galt die Anordnung zur Gewinnung oder Bearbeitung und zum Schutz von Informationen über den Zustand der natürlichen Umwelt in der DDR; eine fünfte Phase bildet die Übergangszeit von 1989 bis zur Deutschen Einheit.

## 1945 bis 1954

### Kontinuität und Wandel im Schatten des Reichsnaturschutzgesetzes
Nach dem Ende des Zweiten Weltkrieges am 8. Mai 1945 galten in der damaligen sowjetischen Besatzungszone (SBZ) das Reichsnaturschutzgesetz (RNG) vom 26. Juni 1935 und die Verordnungen (VO) zur Durchführung des RNG vom 31. Oktober 1935, die VO zum Schutz der wildwachsenden Pflanzen und der nichtjagdbaren wildlebenden Tiere (Naturschutzverordnung) vom 18. März 1936 weiter. Das Gesetz galt nicht als politisch belastet. Das RNG galt auch nach Gründung der DDR am 7. Oktober 1949 bis 1952 als Landesrecht und nach der Gebiets- und Verwaltungsreform 1952 formal bis 1954 weiter. De facto wurde das vom „Führer und Reichskanzler“ Adolf Hitler und vom „Reichsforstmeister“ Hermann Göring unterzeichnete Gesetz vor Ort allerdings selten anerkannt.
Das RNG hatte den Naturschutz in der von Besiedlung „freien“ Landschaft (im Außenbereich) geregelt. Es hatte die Schutzgegenstände „Naturdenkmäler“ und „Naturschutzgebiete“ (darunter neu die „Reichsnaturschutzgebiete“), „sonstige Landschaftsteile in der freien Natur“, „Artenschutz“ und „allgemeinen Landschaftsschutz“ (RNG §§ 5, 19 und 20) enthalten. Die Schutzwürdigkeit von Objekten und Gebieten orientierte sich an den Kriterien Seltenheit, Schönheit, Zier- oder Schmuckwert, Eigenart sowie Interesse für Wissenschaft, Heimatkunde, Volkskunde, Geschichte (RNG §§ 1 bis 5). Auf der Grundlage des RNG waren als Naturschutzgebiete meist solche ausgewählt worden, die als wirtschaftlich eher uninteressant und zugleich als naturnah, ursprünglich, einmalig, selten oder schön betrachtet wurden. Die nach RNG geschützten Landschaftsteile wurden zu Vorläufern vieler späterer Landschaftsschutzgebiete. In den neu definierten „Reichsnaturschutzgebieten“ lebte die „alte Idee“ der „Staatsparke“ fort. Sie wurden jedoch wie beim Reichsnaturschutzgebiet „Schorfheide“ zielgerichtet für Jagdinteressen missbraucht.
Nach Maßgabe des RNG sollte es einen hierarchischen Behördenaufbau geben. In den §§ 7-9 des RNG war ein reichsweit einheitlicher dreistufiger Aufbau der Naturschutzorganisation vorgeschrieben worden. Oberste Naturschutzbehörde wurde der „Reichsforstmeister“, höhere Naturschutzbehörden die Regierungspräsidenten und untere Naturschutzbehörden die Landräte der Kreise bzw. Oberbürgermeister der kreisfreien Städte. Als beratende Einrichtungen wurden Naturschutzstellen gesetzlich verankert: Reichsstelle für Naturschutz, Bezirksnaturschutzstellen, Kreisnaturschutzstellen. Die Mitglieder dieser Stellen arbeiteten ehrenamtlich. Das Reichsnaturschutzgesetz vom 26. Juni 1935 übernahm damit im Wesentlichen das Organisationsmodell, das seit Einrichtung der Staatlichen Stelle für Naturdenkmalpflege in Preußen (1906) bestand.
Bis Mai 1945 war aber neben dem ehrenamtlichen Naturschutz kein entsprechender hauptamtlicher Naturschutzapparat entstanden. Die Naturschutzpraxis erfolgte im Wesentlichen wie vor 1935 auf ehrenamtlicher Grundlage mit Übertragung des preußischen Organisationsmodells auf das gesamte Deutsche Reich und infolgedessen der Einrichtung von Naturschutzstellen auf allen administrativen Ebenen. Auf zentraler Ebene fungierte die Reichsstelle für Naturschutz als wissenschaftliche Einrichtung mit Beratungsfunktionen.
In der sowjetischen Besatzungszone gab es keine oberste Naturschutzbehörde; auf Landesebene war die Zuständigkeit nicht einheitlich geregelt, der Naturschutz war teils bei den Abteilungen Forstwirtschaft in den Ministerien für Land und Forst, teils im Ministerium für Volksbildung angesiedelt. Vielerorts, wenngleich nicht sofort flächendeckend, gab es wieder Kreis-, Bezirks- und auch Landes-Naturschutzbeauftragte, jedoch trotz der fortgeltenden Bestimmungen des RNG keine Naturschutzstellen mehr, in denen nach RNG durchschnittlich acht bis zehn Fachleute beratend hätten ehrenamtlich tätig sein sollten.
Nach Gründung der DDR (7. Oktober 1949) wurden einige neue Naturschutz-Rechtsvorschriften erlassen, so 1951 mehrere Verordnungen und Beschlüsse zum Schutz der Bienen.
Die Verwaltungsreform von 1952 führte zur Auflösung der fünf Länder und der zugehörigen Landesverwaltungen, damit auch der Landesstellen für Naturschutz, sowie zur Einführung von 15 Bezirksverwaltungen. Die Anzahl der Kreise wurde weitaus größer, die Verwaltungsgebiete indes kleiner. Während des Jahres 1951 wurden überall Naturschutzakten „zergliedert“ und in die neuen Verwaltungseinheiten übergeben.
Zu den Folgen der Reform gehörten erhebliche Unklarheiten über die Zuständigkeiten im Naturschutz. Klarheit sollte eine Arbeitsanweisung des Ministeriums für Land- und Forstwirtschaft der DDR „über die Durchführung der Aufgaben des Naturschutzes“ bringen, die am 27. September 1952 an alle Räte der Bezirke erging. Darin wurde die Fortdauer der Naturschutzverordnung vom 18. März 1936 bekräftigt („bis zum Erlass eines die einzelnen Fragen regelnden Gesetzes“) und die Zuständigkeit für den Naturschutz geklärt. Oberste Naturschutzbehörde wurde das Ministerium für Land- und Forstwirtschaft, mittlere wurden die Forstbehörden bei den Räten der Bezirke und untere die für Land und Forst zuständigen Referate bei den Räten der Kreise. Als den Naturschutz beratende Einrichtung wurde die am 17. Oktober 1951 gegründete Deutsche Akademie der Landwirtschaftswissenschaften (DAL) in Berlin benannt. Am 12. November 1952 erging eine weitere Anweisung des Ministeriums für Land- und Forstwirtschaft „über die Durchführung der Aufgaben des Naturschutzes“ mit einer Liste von Tier- und Pflanzenarten, die unter Schutz gestellt wurden. Mit einer nächsten Arbeitsanweisung des Ministeriums für Land- und Forstwirtschaft „über die Durchführung der Aufgaben des Naturschutzes“ vom 28. Januar 1953 erfolgte schließlich eine Neubenennung der Kreis- und Bezirksnaturschutzbeauftragten seitens der Bezirke, die dem Ministerium für Land- und Forstwirtschaft entsprechende Namenslisten übergaben.
Die DDR-Gründung 1949 hatte auch Veränderungen im Vereinswesen, das im Naturschutz (und Heimatschutz) bis zum Ende des Krieges prägend war, zur Folge. Mit der „Verordnung zur Überführung von Volkskunstgruppen und volksbildenden Vereinen in die bestehenden demokratischen Massenorganisationen“ vom 12. Januar 1949 wurde das Vereinswesen endgültig abgeschafft. Bestehende Heimat- und Naturschutzgruppen wurden dem Kulturbund zur demokratischen Erneuerung Deutschlands angeschlossen, unter dessen Dach in den Jahren danach eine hierarchisch aufgebaute halbstaatliche und gelenkte Sektion „Natur- und Heimatfreunde“ entstand.
Die Beauftragten in den Kreisen begannen ihre Arbeit in der Regel damit, die Naturdenkmalbücher und die bis 1945 gesicherten Naturschutzgebiete und Landschaftsteile neu zu erfassen. Eine laut § 20 RNG vorgeschriebene Teilhabe des Naturschutzes an anderen sektoralen Planungen oder Maßnahmen fand nur ausnahmsweise statt, meistens nur, wenn vorhandene Schutzobjekte berührt waren. Der Naturschutz erfuhr in dieser Zeit insgesamt wenig Akzeptanz. Im Vordergrund stand die Bewältigung der Folgen des Zweiten Weltkrieges, das heißt der Wiederaufbau der Städte und Dörfer mit ihrer Infrastruktur, die Unterbringung von ca. 4,3 Mio. Flüchtlingen, Vertriebenen und Umsiedlern aus den ehemaligen deutschen Ostgebieten, die Lösung der Nahrungsprobleme, der Neuaufbau der Verwaltungsstrukturen mit einhergehenden Personalproblemen und der Wandel der Eigentumsordnung, des dazu gehörigen Rechts und der Organisation (Bodenreform 1945, Vergesellschaftungswellen in Handel und Industrie).
Eine Aufarbeitung der Geschichte des Naturschutzes und der Landschaftspflege im Faschismus fand nicht statt. Wie in drei Westzonen gab es auch in der SBZ im Naturschutz personelle und zum Teil ideelle Kontinuitäten. Zahlreiche f waren bis Kriegsende Mitglieder der NSDAP gewesen und konnten – in aller Regel nach mehrjähriger „Bewährungszeit“ – ihre Ehrenämter wieder ausüben. Nahezu alle dieser Beauftragten waren Mitläufer der Nazis gewesen. Über die bloße Mitgliedschaft hinaus Belastete hatten die SBZ bereits nach Westdeutschland verlassen.

### Landschaftsdiagnose und Landschaftsgestaltung
Bei der „Landschaftsdiagnose der DDR“ handelte es sich um eine Forschungsarbeit unter Leitung der Landschaftsarchitekten Reinhold Lingner, Leiter der Abteilung Landschaft am Institut für Bauwesen der Akademie der Wissenschaften zu Berlin und seines Kollegen Frank Erich Carl. Die Landschaftsdiagnose wurde 1950 durchgeführt und nach einer Unterbrechung 1952 beendet. Sie stand in keinem unmittelbaren Zusammenhang zum Naturschutz, bildete allerdings disziplingeschichtlich einen Ausgangspunkt für spätere Forschungs- und Planungsansätze auch im Naturschutz. Ausgehend von den neuen gesellschaftlichen Grundlagen in der DDR, insbesondere der zentralstaatlichen Planung und der faktischen staatlichen Verfügungsgewalt über Grund und Boden, sollten Landschaftsanalyse und -planung in großem Stil probiert werden. Mithilfe der Landschaftsdiagnose wurden von über 90 Kartierern, die entsprechend der noch bestehenden föderalen (Landes-)Gliederung der DDR in fünf Arbeitsgruppen aufgeteilt waren, die wichtigsten Landschaftsschäden in den Ländern der DDR erhoben:
- in extremem oder fortgeschrittenem Ausmaß von Gehölzschutz entblößte Kulturflächen,
- extreme Kulturbodenzerstörung durch Bergbau,
- extreme Störungen des Wasserhaushalts und
- extreme Landschaftsschäden durch Rauch, Staub und Abgase der Industrie.

Geplant waren für einen Anschlussauftrag auch die Ermittlung von Forstmonokulturen, Kahlschlägen, Schäden in Bauernwäldern, die Ermittlung von Klimastörungen durch technische Bauwerke und der Torfstichgebiete, die aus der Not nach Ende des Krieges 1945 entstanden waren.
Die Landschaftsdiagnose sollte die Datengrundlage für nachfolgende großräumige Landschaftsgestaltungsmaßnahmen liefern. Diesbezügliche Hoffnungen der Protagonisten erfüllten sich letztlich nicht, die Forschungsarbeit wurde nach Bedenken, sie gefährde die Staatssicherheit, da es keine Garantie gebe, dass die umfangreichen Informationen „nur für die Zwecke des Aufbaues“ benutzt würden, am 14. August 1950 abgebrochen. Dem Engagement von Lingner war es zu verdanken, dass zumindest der Grundauftrag 1952 erfüllt werden konnte.
Gleichwohl gab es zunächst umfassende Ansätze für Heckenschutz und Flurholzanbau und weit reichende Organisationsvorstellungen und Maßnahmenpläne für die Landespflege. Bereits 1949 war beim Ministerium für Land und Forst der DDR ein Ausschuss für feldschützende Landschaftsgestaltung mit ca. 60 Mitgliedern eingerichtet worden, in dem zahlreiche Landschaftsarchitekten saßen, darunter einige, die vor 1945 zu den „Landschaftsanwälten“ der Organisation Todt gehört hatten. Am 29. August 1950 erfolgte eine Anweisung des MLF der DDR zur „Organisation und Durchführung einer planmäßigen feldschützenden Landschaftsgestaltung zum Zwecke der Sicherung und Steigerung der landwirtschaftlichen Hektarerträge“ in Ausführung des § 30 des „Gesetzes über Maßnahmen zur Erreichung der Friedenshektarerträge“ vom 8. Februar 1950. Und am 12. Februar 1951 wurde ein Zentraler Regierungsausschuss für Landschaftspflege bei der Hauptabteilung Forstwirtschaft des MLF der DDR gegründet. Im Gründungsprotokoll wurde unter Tagesordnungspunkt 2 die „Planung und Projektierung eines 5- und evtl. 20-Jahrplanes der Landschaftsgestaltung“ („Generallandschaftsplan“) genannt, der für die gesamte DDR gelten sollte. Im Laufe des Jahres 1951 wurden zur Vorbereitung der zugehörigen Rahmenprojektierungen in allen Ländern und in zahlreichen Kreisen Ausschüsse für Landschaftspflege gegründet. Geplant war eine DDR-weit flächendeckende Gründung solcher Ausschüsse. Die Ansätze für einen „Generallandschaftsplan“ für die ganze DDR wurden jedoch nicht konsequent weiterentwickelt.
In den Zusammenhang mit den geschilderten Ansätzen ist die am 29. Oktober 1953 im Zusammenhang mit Erosionsproblemen erlassene Verordnung des Ministerrates zum Schutz der Feldgehölze und Hecken und die 1. Durchführungsbestimmung zu dieser VO zu stellen. Den Regelungen kam insofern große Bedeutung zu, als mit dieser die Erfassung aller Gebüsche, Gehölzreste, Hecken, kleinen Wäldchen, Haine und Baumgruppen geregelt wurde, die außerhalb geschlossener Ortschaften lagen und kleiner als 10 ha waren. Die daraus resultierende Liste musste an den jeweiligen Bezirksnaturschutzbeauftragten (BNB) geschickt werden, der sie an die entsprechende Zweigstelle des 1953 gegründeten Instituts für Landesforschung und Naturschutz (ILN) weiterleitete.
Aus der Landschaftsdiagnose gingen lediglich einige Beispielsplanungen, etwa im Huy-Hakel-Gebiet im Vorland des Harzes und im Leipziger Raum. Eingeflossen sind die methodischen Ansätze und Erhebungs-Ergebnisse der Landschaftsdiagnose auch in Arbeiten zur Wiederherstellung der großräumigen Bergbaufolgelandschaften im Dreiländereck Sachsen, Thüringen und Sachsen-Anhalt und in der Niederlausitz. Angewandt wurden die Untersuchungen der Landschaftsdiagnose dann später auch zur Unterstützung von Versuchen, einen grenzübergreifenden Nationalpark Elbsandsteingebirge zu schaffen sowie bei „Generalbebauungsplänen“, z. B. für den Bezirk Erfurt. Die im Rahmen der „Landschaftsdiagnose“ erarbeiteten mehr als 900 Karten und die Protokollbücher lagern heute im Archiv des Instituts für Regionalentwicklung und Strukturplanung (IRS) Erkner bei Berlin.

## 1954 bis 1970

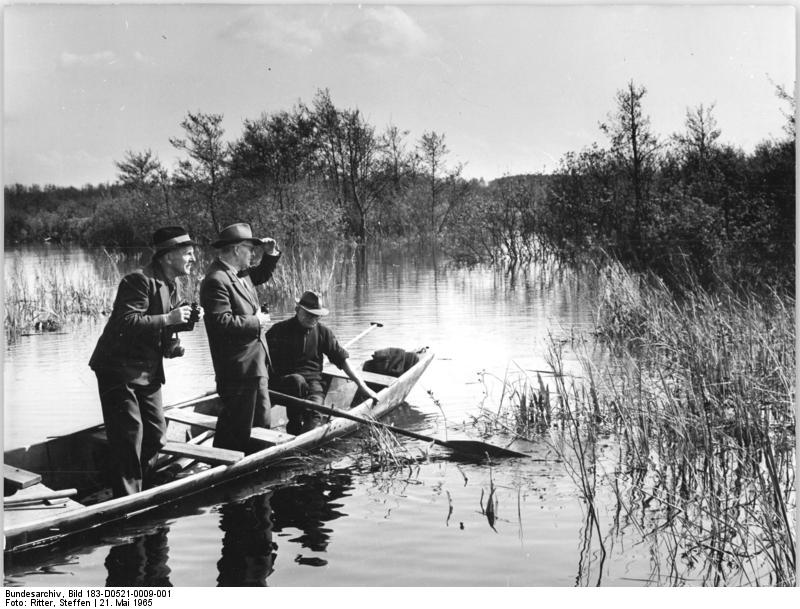
„Der amtierende Kreis-Naturschutzbeauftragte des Kreises, Otto Koch (links), Lehrer an der Oberschule in Schönfeld und der Ornithologe und Schriftsteller Alfred Hilprecht (Mitte) unternehmen mit dem Fischer Johannes Seelow eine Kontrollfahrt auf dem Schollener See“ (196 ha, DDR, Kreis Havelberg Sachsen-Anhalt, Mitte Mai 1965; „einer der wesentlichsten Brutstätten in Mitteleuropa für die seltenen Graugänse. Eine Lachmövenkolonie mit über 1.000 Paaren hat hier schon seit vielen Jahren ihren Sitz“)

### Neues Naturschutzrecht und Neuorganisation der Naturschutzarbeit
Seit 1952 war bereits ein neues Naturschutzgesetz vorbereitet worden, das das RNG ablösen sollte. Das RNG wurde in der DDR dann durch das „Gesetz zur Erhaltung und Pflege der heimatlichen Natur (Naturschutzgesetz)“ vom 4. August 1954 abgelöst. Es prägte die Naturschutzarbeit mehr als anderthalb Jahrzehnte maßgeblich. Das Naturschutzgesetz von 1954 lehnte sich in seinen Paragraphen über NSG, ND, geschützte Tiere und Pflanzen, Naturschutzverwaltung, Naturschutzbeauftragte, Regeln der Unterschutzstellungen und Strafbestimmungen stark an das RNG an.
Es enthielt insgesamt eher traditionelle, dem konservierenden Naturschutz verpflichtete übergeordnete Zielvorstellungen, stellte aber bereits in seiner Präambel neben den ethischen Grundsätzen gezielt den wissenschaftlichen Aspekt des Naturschutzes heraus. Anders als noch nach dem RNG wurden die Schutzgebiete nun nach wissenschaftlichen Gesichtspunkten unter dem Aspekt der Dokumentation zu repräsentativen Ausschnitten der gesamten Naturausstattung des Landes ausgewählt. Der Geltungsbereich des Gesetzes wurde auf den Gesamtraum ausgedehnt, also auf den unbesiedelten wie besiedelten Raum; seine Wirkung blieb jedoch im Wesentlichen weiter auf die „freie Landschaft“ und darin vornehmlich auf die Schutzgebiete und Schutzobjekte beschränkt.
Zu den aus dem RNG übernommenen Schutzobjekten Naturdenkmale, Naturschutzgebiete (NSG) und ausgewählte Tier- und Pflanzenarten kamen neu die Landschaftsschutzgebiete (LSG) und auch bereits Flächennaturdenkmale (FND) bis 1 ha Größe hinzu. Die Kategorie der Reichsnaturschutzgebiete wurde stillschweigend zu Grabe getragen.

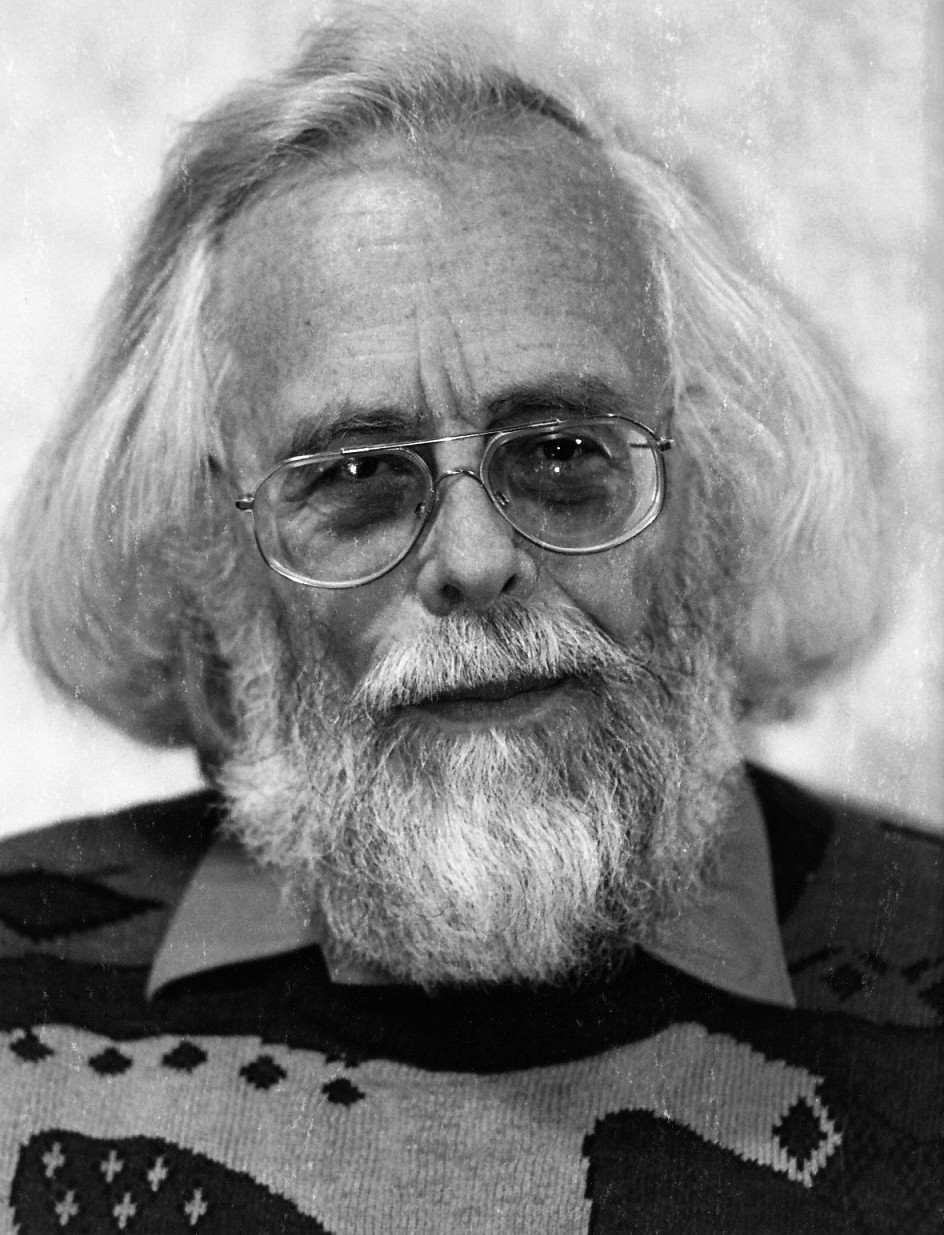
Der (DDR-)Schriftsteller und Umwelt- und Menschenrechtsaktivist Reimar Gilsenbach (1925–2001)

Nicht aufgenommen wurde in das Gesetz die Kategorie „Nationalparke“. Seit Mitte der 1950er bis Mitte der 1960er Jahre strengten bekannte Persönlichkeiten wie Kurt und Erna Kretschmann, Reimar Gilsenbach, Erich Hobusch und andere (erfolglose) Bemühungen zur Aufnahme dieser Schutzgebietskategorie und zur Ausweisung der Nationalparke Müritz und Sächsische Schweiz an. Es gab auch bereits einen Vorschlag zur Ausweisung eines Naturparks (Märkische Schweiz).
Auch der Schutz seltener Pflanzen wurde neu geregelt. Das RNG hatte nach drei Graden und drei Listen in vollkommenen Schutz, teilweisen Schutz und Sammelschutz unterschieden. Bei den teilweise geschützten Arten waren nur die unterirdischen Pflanzenteile (z. B. Zwiebeln) und die Blattrosetten geschützt. Die Gesamtzahl der geschützten Arten betrug demzufolge auf dem Gebiet der DDR 93, davon waren 35 vollkommen und 15 teilweise geschützt. Bei 43 Arten war das Sammeln für gewerbliche Zwecke verboten. „Es dürfte nur wenige Naturschützer gegeben haben, die sich hier vollkommen auskannten.“ Diese Kompliziertheit wurde im Naturschutzgesetz der DDR aufgehoben; alle zu schützenden Arten – nunmehr 108 – waren von nun an vollkommen geschützt.
Mit Blick auf die Organisation des Naturschutzes fiel im Naturschutzgesetz der DDR gegenüber dem RNG bei der ehrenamtlichen Naturschutzarbeit der Begriff „Naturschutzstelle“ auch de jure weg. Damit entfiel grundsätzlich die zuvor im § 8 RNG bzw. § 3 der DVO zum RNG verankerte unabhängige fachliche Beratung. Die Naturschutzstellen waren gemäß RNG als beratende Stellen nicht Teile der Naturschutzbehörden gewesen.
Es erfolgte ansonsten eine Übernahme des Organisationsmodells aus dem RNG. Der Naturschutz wurde dem Ministerium für Land und Forst, später Land-, Forst- und Nahrungsgüterwirtschaft und den diesem Ministerium in den Bezirken und Kreisen nachgeordneten Behörden zugeordnet. Es wurden dort erste hauptamtliche Stellen eingerichtet – in der Regel handelte es sich um eine Personalstelle –, wobei der Naturschutz nur einer unter mehreren Aufgabenbereichen des zuständigen Mitarbeiters war. Naturschutz war zudem stets von untergeordneter Bedeutung, etwa im Vergleich mit dem Bereich Jagd. Die personelle Ausstattung der Naturschutzverwaltung war unzureichend und darüber wurde vielerorts Klage geführt.
Neben den gesetzlich vorgeschriebenen ehrenamtlichen Naturschutzbeauftragten gab es in zahlreichen Kreisen bereits in den 1950er Jahren freiwillige Naturschutzhelfer, die in manchen Kreisen eine rechtlich nicht vorgesehene Naturschutzwacht bildeten. 1959/1962 wurden in der gesamten DDR etwa 3.700 Naturschutzhelfer gezählt, deren Rechte und Pflichten jedoch im Naturschutzgesetz von 1954 (noch) nicht geregelt waren.
Zur Arbeit der ehrenamtlichen Naturschutzbeauftragten wurden mit den Durchführungsbestimmungen (DB) zum Naturschutzgesetz Regelungen getroffen. Die 1. DB vom 15. Februar 1955 regelte, dass die Beauftragten mit Lichtbildausweisen auszustatten waren, mit denen sie erweiterte hoheitliche Befugnisse erhielten. Zum schon nach RNG vorhandenen Betretungsrecht kam das Recht auf Feststellung der Personalien von „Sündern“ und die Sicherstellung von Diebesgut wie Vogeleier oder -bälge und Diebeswerkzeug wie Fallen oder Leimruten hinzu. Die 2. DB vom Oktober 1955 regelte die materielle Abgeltung der Arbeit der Kreis- und Bezirksbeauftragten für Naturschutz.
Die wissenschaftliche Begleitung und die Beratung und Anleitung der Ehrenamtlichen und Freiwilligen erfolgte durch das Institut für Landesforschung und Naturschutz (später: Institut für Landschaftsforschung und Naturschutz). Das Institut und die Naturschutzbeauftragten füllten die Lücke, die durch das Fehlen der Naturschutzstellen und die Unterausstattung der staatlichen Naturschutzverwaltung entstand, nach besten Kräften aus.
Neben den genannten rechtlichen Bestimmungen wurden in den 1950er und 1960er Jahren zahlreiche weitere getroffen, die auf eine „rationelle Ausnutzung“ und „Reproduktion“ der Naturressourcen (unter Einschluss ökologischer Erfordernisse) abzielten. In der Naturschutzpraxis der 1950er und 1960er Jahre standen folgende Aufgaben im Vordergrund:

Die Naturschutz-Eule

- wiederholte Bearbeitung der Naturdenkmallisten der Kreise, Erfassung bestehender Naturdenkmale und Mitwirkung an der Sicherung neuer;
- Kennzeichnung der Naturschutzobjekte mit der „Naturschutz-Eule“;
- Mitwirkung an Regelungen über den Umfang und die Art der Bewirtschaftung und der Errichtung von Bauten in Schutzgebieten;
- Überprüfung landschaftsverändernder Maßnahmen in Standortgenehmigungsverfahren außerhalb geschlossener Ortschaften;
- Bestandsaufnahmen und Anstrengungen zur Pflege der Gutsparke;
- Mitwirkung an der biogeografischen Kartierung ausgewählter Tier- und Pflanzenarten, in deren Zusammenhang erste „Rote Listen“ gefährdeter Arten vorbereitet wurden;
- systematische Auswahl, Ausweisung und Beschilderung von neuen NSG und LSG, Erarbeitung von Behandlungsrichtlinien und Landschaftspflegeplänen;
- Mitarbeit bei Maßnahmen der flurschützenden Landschaftsgestaltung (dazu gehörte das groß angelegte Pappelanbauprogramm außerhalb des Waldes) und Mitwirkung bei Komplexmeliorationen;
- Öffentlichkeitsarbeit durch Vorträge und Exkursionen sowie die Gestaltung von Ausstellungen, Naturlehrpfaden, Wanderwegen und naturkundlichen Sammlungen.

Eine neue Form der Öffentlichkeitsarbeit waren ab 1957 die „Naturschutzwochen“, die 1956 in den Bezirken Potsdam und Karl-Marx-Stadt erprobt worden waren und später mit einer „Woche des Waldes“ zusammen in der ganzen DDR mit zentral vorgegebenen Naturschutzthemen durchgeführt wurden. Ab 1966 begann die Tradition der Landschaftstage, mehrtägiger Veranstaltungen, in denen zunächst die Entwicklungsprobleme der großen Erholungsgebiete Gegenstand von Vorträgen und Diskussionen waren. Der erste Landschaftstag fand 1966 in Neubrandenburg statt und befasste sich mit dem „Müritz-Seen-Gebiet“. Hier wurde letztmals öffentlich die Idee der Nationalparke verfochten.

### System der Natur- und Landschaftsschutzgebiete
Eine kollektiv wahrgenommene Aufgabe des Naturschutzes war die systematische Auswahl, Ausweisung und Beschilderung von neuen NSG. Der mit dem Naturschutzgesetz verbundenen ideellen Weiterentwicklung folgend, wurde nun ein wissenschaftliches System von NSG ausgewiesen. Ab 1972 erschien ein vom ILN sukzessive herausgegebenes, fünf Bände umfassendes „Handbuch der Naturschutzgebiete“ der DDR.
In den 1960er Jahren wurden bereits Behandlungsrichtlinien für NSG erarbeitet. Sie spiegelten das Pflege- und teils auch das Entwicklungserfordernis in NSG wider und damit die Erkenntnis, dass erwünschte Zustände nur durch Aufwand an Pflegearbeit erreicht werden konnten. Das war auch ideengeschichtlich neu im Naturschutz. Die Richtlinien waren ein Ersatz für Einzelverordnungen und konnten leicht an erforderliche Veränderungen angepasst werden.
Die 1. Durchführungsbestimmung zum Naturschutzgesetz eröffnete im § 1 die Möglichkeiten einer Beschränkung der NSG-Ausweisung auf wissenschaftliche Schwerpunktaufgaben wie die Schaffung von Grundlagen für die Entwicklung einer standortgemäßen Forstwirtschaft („Waldschutzgebiete“) oder von Refugien für Tierarten oder Tiergemeinschaften („Tierschutzgebiete“). Auf dieser Grundlage wurde bei der Ausscheidung von Schutzgebieten systematisch vorgegangen. Es entstand in den Folgejahren ein System von Waldschutzgebieten, von Gewässerschutzgebieten und ein System von Tierschutzgebieten.
Dem System von Waldschutzgebieten, das früh (und unbewusst) die Idee des Prozessschutzes widerspiegelte, lag in seinem Ausgangspunkt die Forderung von Herbert Hesmer (Eberswalde) nach Ausweisung von „Naturwaldzellen“ zu Grunde, unterstützt von Kurt Hueck mit der Forderung nach „mehr Waldschutzgebieten“.
Die neue Schutzgebietskategorie „Landschaftsschutzgebiet“ wurde nicht, wie im Reichsnaturschutzgesetz, als „geschützter Landschaftsteil“ mit etwas anderen Bestimmungen als nicht ganz so wertvolles Naturschutzgebiet aufgefasst, sondern erhielt eine auf Erholung und auf die Schaffung von Erholungsmöglichkeiten ausgerichtete Aufgabenstellung. Bereits seit Ende der 1950er Jahre wuchsen die Probleme, die aus der Nah- und Wochenenderholung resultierten, die durch staatliche Maßnahmen wie die Einführung der Fünf-Tage-Arbeitswoche in jeder zweiten Woche (1966) unterstützt wurde. Nach dem Bau der Berliner Mauer 1961 nahm in den großen Erholungsgebieten der Druck der Erholungssuchenden auf Wälder, Seeufer und auf die Ostseeküsten sprunghaft zu. Hier wuchsen dem Naturschutz wachsende Aufgaben zu.
Auch bei der Ausscheidung und Sicherung von LSG wurde systematisch vorgegangen. Zum Teil gingen in die LSG vormals nach RNG geschützte Landschaftsteile ein. In den 1960er Jahren wurde für LSG mit der Erarbeitung von Landschaftspflegeplänen begonnen. Auch dies war ein neues Instrument des Naturschutzes, für das Landschaftsarchitekten wie Werner Bauch, Walter Funcke oder Harald Linke seit Anfang der 1960er Jahre Ideen entwickelten. Auch inhaltliche Vorstellungen über Landschaftspflegepläne stammen bereits aus dieser Zeit, die u. a. vom Leiter der ILN-Zweigstelle Potsdam, Karl Heinz Großer, veröffentlicht wurden. Landschaftsplanerische Belange wurden vor allem auch in den Entwurfsbüros für Gebiets-, Stadt- und Dorfplanung (später: Büros für Territorialplanung) in den Bezirken wahrgenommen.

### Institut für Landesforschung und Naturschutz (ILN)
In der Deutschen Akademie der Landwirtschaftswissenschaften (DAL) wurde mit Wirkung vom 1. April 1953 das Institut für Landesforschung und Naturschutz (ILN) mit Sitz in Halle (Saale) mit in der Folge fünf Arbeitsgruppen, die für die Gebiete der ehemaligen Länder zuständig wurden, gegründet. Das ILN trat von seinen Aufgaben her in die Tradition der vormaligen Staatlichen Stelle für Naturdenkmalpflege in Preußen bzw. Reichsstelle für Naturschutz ein. Die Gründung des ILN erfolgte kurz vor Erlass des Naturschutzgesetzes. Sowohl die mit der Gründung des ILN verbundene Aufgabenzuweisung als auch das Naturschutzgesetz der DDR bedeuteten eine spezifische Fortentwicklung deutscher Naturschutztradition. Im Gründungsdokument wurden für das ILN drei Aufgabenbereiche beschrieben:
1. Durchführung regionaler landeskundlicher Untersuchungen in biologischer, biogeographischer und standortskundlicher Hinsicht;
2. Erforschung der vom Naturschutz betreuten Objekte und wissenschaftliche Beratung der Naturschutzarbeit in der Deutschen Demokratischen Republik;
3. Sammlung aller bisher erschienenen Unterlagen und Karten über die einzelnen Landschaften der Deutschen Demokratischen Republik.

Im Aufgabenspektrum, das dem ILN übertragen wurde, rückte die systematische, zunächst auf die schutzwürdigen oder unter Schutz stehenden Objekte, dann zunehmend auf die Agrar- und Forstlandschaft sowie die Bergbaufolgelandschaften in der DDR gerichtete landschaftsbezogene Forschung eindeutig in den Vordergrund. Dieser dezidierte Forschungsauftrag, der nicht nur die Organisation und Koordination von Naturschutzforschung, sondern auch die eigene Forschungstätigkeit umfasste, war in der Geschichte der zentralen Naturschutzinstitutionen in Deutschland etwas Neues.
Erster Direktor des ILN war der Hallenser Universitätsprofessor Hermann Meusel, ein Botaniker, der nebenamtlich amtierte. Meusel blieb bis 1963 ILN-Direktor, ihm folgten dann als hauptamtliche Leiter der Einrichtung Ludwig Bauer (bis 1974) und Hugo Weinitschke (bis 1991).
Ebenfalls 1953 wurden die ersten Zweigstellen in Halle (zunächst mit Sitz in der „Zentrale“, ab 1983 in Dessau), Potsdam (für die brandenburgischen Bezirke) und Jena (für die thüringischen Bezirke) gegründet, denen 1954 weitere in Greifswald und Dresden (für die mecklenburg-vorpommerschen bzw. sächsischen Bezirke) folgten. Jede der Zweigstellen führte neben beratenden und koordinierenden Aufgaben wissenschaftliche Schwerpunktprogramme durch. Anfangs gab es nur einen nebenamtlichen Leiter und ein bis zwei wissenschaftliche Mitarbeiter sowie eine Sekretärin je Zweigstelle. Die Leiter waren in Halle H. Bohnstedt, in Potsdam W. R. Müller-Stoll, in Jena J.-H. Schultze, in Dresden K. H. C. Jordan und in Greifswald T. Hurtig, die Professoren lehrten an den Universitäten der Sitzstädte.
In den Zweigstellen wurden dann später wie in der Zentrale hauptamtliche Leiter eingesetzt. Die Arbeitsgruppe Jena übernahm 1963 Ernst Niemann, dessen Nachfolger 1978 Walter Hiekel wurde, die Arbeitsgruppe Dresden 1959 Hans Schiemenz, ihm folgte 1985 Rolf Steffens. Die Arbeitsgruppe Halle leitete ab 1963 Hugo Weinitschke, in dessen Nachfolge 1968 Peter Hentschel trat. Die Leitung der Arbeitsgruppe Potsdam übernahm 1962 Karl Heinz Großer, Nachfolger waren 1986 Lutz Reichhoff und 1988 Matthias Hille. Leiter der Arbeitsgruppe Greifswald war ab 1963 Harry Schmidt, dem 1970 Gerhard Klafs folgte.
Die einzelnen Zweigstellen gaben für ihren Bereich gemeinsam mit den jeweiligen Räten der Bezirke regionale Naturschutzzeitschriften heraus, in denen insbesondere praktische Fragen des Naturschutzes behandelt wurden und sowohl der staatliche als auch der ehrenamtliche Naturschutz nebeneinander publizieren konnten. 1958 erschien das erste Heft der „Naturschutzarbeit in Mecklenburg“, ab 1959 „Naturschutz und naturkundliche Heimatforschung in Sachsen“, ab 1963 die „Naturschutzarbeit und naturkundliche Heimatforschung in den Bezirken Halle und Magdeburg“, 1964 „Landschaftspflege und Naturschutz in Thüringen“ und 1965 „Naturschutzarbeit in Berlin und Brandenburg“. Seit 1961 erschien darüber hinaus unter der Redaktion des ILN und der Herausgeberschaft der DAL/AdL das „Archiv für Naturschutz und Landschaftsforschung“, das stärker auf wissenschaftliche Fragen und Beiträge ausgerichtet war.
Mit den sozialistischen Nachbarländern entwickelten sich vielfältige fachliche und institutionelle Beziehungen. Eine fruchtbare internationale Zusammenarbeit, die darüber hinausging, konnte das ILN erst nach 1970 auf der Grundlage entsprechender gesetzlicher Bestimmungen (Naturschutzverordnung von 1970) pflegen.
Ab Mitte der 1950er Jahre wurden in der Deutschen Demokratischen Republik Biologische Stationen eröffnet oder wieder eröffnet. Ab Mitte der 1960er Jahre gab es neben dem ILN und seinen Zweigstellen oder Arbeitsgruppen folgende biologische Stationen, die z. T. dem ILN zugeordnet waren und in denen sich Wissenschaftler und ehrenamtliche Helfer der angewandten ökologischen Forschung widmeten:
1. die Vogelschutzwarte Seebach (Kreis Mühlhausen/Thüringen), deren Hauptaufgaben auf dem Gebiet der Angewandten Ornithologie lagen;
2. die Vogelschutzstation in Steckby (Kreis Zerbst/Sachsen-Anhalt);
3. die Vogelschutzwarte Neschwitz (Sachsen), deren Arbeitsschwerpunkte faunistische und ökologische Untersuchungen in der Bautzener „Gefildelandschaft“ und im Lausitzer Teich- und Heidewaldgebiet waren;
4. die Biologische Station in Serrahn (Mecklenburg), die vorwiegend Fragen der angewandten Ornithologie bearbeitete und unter deren Dach seit den 1960er Jahren auch hydrologische Untersuchungen durchgeführt und Grundsätze zur Pflege naturnaher Waldbiogeozönosen bearbeitet wurden;
5. die Biologische Forschungsanstalt Hiddensee, deren Arbeitsschwerpunkt die biologische Erforschung der südlichen Ostseeküste, besonders der Boddenlandschaft war. Die Abteilung Vogelwarte der Forschungsanstalt war die Zentrale für das Vogelberingungswesen der DDR. Sie war damit Leitstelle aller Untersuchungen über Vogelzug und Biologie der Vögel.
6. die Vogelschutzinsel Langenwerder (zwischen der Insel Poel und der Halbinsel Wustrow), auf der pflanzengeographische, meteorologische und küstenmorphologische Daten gesammelt wurden;
7. die Außenstelle Müritzhof des Instituts für Forstschutz und Jagdwesen der Technischen Universität Dresden in Tharandt mit dem Arbeitsschwerpunkt faunistisch-ökologischer Untersuchungen im Müritz-Seen-Gebiet;
8. die Biologische Station Fauler Ort (ebenfalls in der Nähe des NSG „Ostufer der Müritz“) des Zoologischen Instituts der Martin-Luther-Universität Halle-Wittenberg, die in erster Linie als Aufenthaltsort für Biologie-Studenten diente;
9. die Station der Forschungsstelle für Limnologie Jena-Lobeda am Stechlinsee nahe Rheinsberg, deren Mitarbeiter die ökologischen Folgen der Nutzung der Gewässer um Rheinsberg als Kühlwasserlieferanten für das Kernkraftwerk Rheinsberg untersuchten;
10. das Hydrobiologische Laboratorium Neunzehnhain (Kreis Marienberg/Sachsen), das der Forschung und Lehre im Fachgebiet Trinkwasserbiologie diente;
11. die Station Dölzig mit deren Außenstelle Finsterwalde, die 1967 dem ILN zugeordnet wurde und deren Analyseschwerpunkte die Probleme der Rekultivierung von Braunkohletagebauen waren.

Bereits 1956 hatte sich unter dem Dach des ILN in Halle ein „Arbeitskreis zum Schutz vom Aussterben bedrohter Tiere“ (AKSAT) gegründet und eine neue Bildungseinrichtung war ab 14. September 1954 die Zentrale Lehrstätte für Naturschutz in Müritzhof, in der dann bis 1990 viele tausende freiwillige Naturschutzhelfer weitergebildet wurden. Die Lehrstätte wurde durch Kurt und Erna Kretschmann eröffnet und bis 1960 geleitet. Als Leiter folgten bis 1975 Wilhelm Linke und danach bis 1990 Dieter Martin. 1956 wurde die Lehrstätte in den ordentlichen Staatshaushalt übernommen und 1966 dem ILN zugeordnet. In allen Biologischen Stationen und in Müritzhof arbeiteten zumeist lediglich ein bis zwei wissenschaftliche und durchschnittlich zwei technische Mitarbeiter.

## 1970 bis 1982

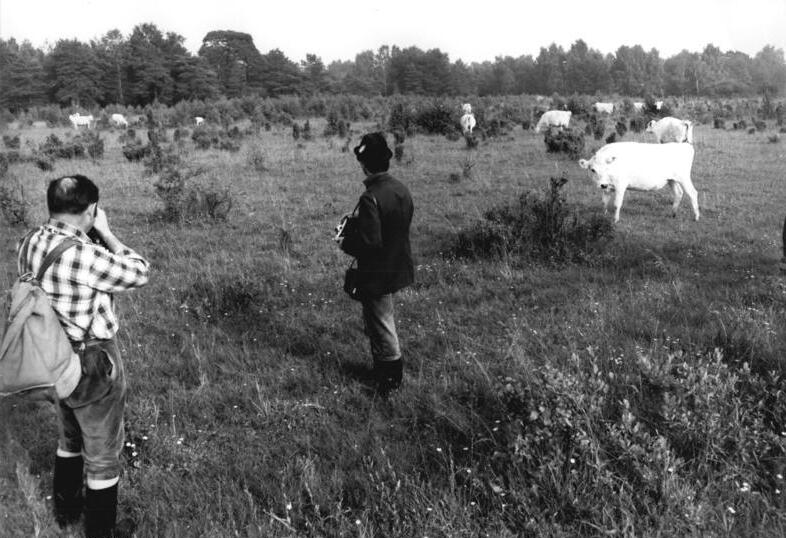
Die „Heiligen" Kühe vom Spukloch“: In dieser naturgeschützten Landschaft am Ostufer der Müritz wurde ca. 1970 eine Herde skandinavischer Fjäll-Rinder angesiedelt; sie erhielt mit der Beweidung die hier vorkommende artenreiche und seltene Flora und Fauna. In diesem größten Naturschutzgebiet der DDR gab es z. B. eines der bedeutendsten zusammenhängenden Wacholder-Vorkommen Mitteleuropas; Koniferen und andere seltene Pflanzen sind sehr lichtbedürftig und würden bei aufkommendem Birken- und Buchen-Bewuchs eingehen. Die genügsamen und sehr robusten Rinder verbeißen solchen Bewuchs; „Naturschutzbeauftragte aus verschiedenen Kreisen der Republik nehmen bei Schulungen in Müritzhof gern die Gelegenheit wahr, das interessante wissenschaftliche Experiment fotografisch festzuhalten“

### Hoffnungsträger „Sozialistische Landeskultur“
Bereits in den 1960er Jahren hatte sich – entsprechend der ökonomischen Entwicklung – das Aufgabenspektrum des Naturschutzes auf Fragen des Umweltschutzes erweitert, d. h. auf Bekämpfung des Lärms, Reinhaltung der Gewässer und der Luft, Schutz des Bodens vor Erosion, Müllbeseitigung und, infolge des Übergangs zur industriellen Großraumlandwirtschaft durch die LPGs, Probleme der Gestaltung und Entwicklung der agrarischen Kulturlandschaft insgesamt. Daraus resultierten fast zwangsläufig Forderungen nach einem umfassenden Gesetz, das nicht nur Fragen des Naturschutzes, sondern des Umweltschutzes regeln sollte. Der Begriff Landeskultur wurde aus seinem traditionellen landwirtschaftlichen Zusammenhang gelöst und auf den Umweltschutz erweitert. „Sozialistische Landeskultur“ wurde fortan zu einem Synonym auch für „Umweltpolitik“. Landeskultur beinhaltete nun die „gesellschaftliche(n) Maßnahmen zur sinnvollen Nutzung und zum wirksamen Schutz der Umwelt (Umweltschutz) durch Verbindung von Produktionsaufgaben mit ökologischen, kulturell-sozialen und ästhetischen Anforderungen“. In der Bundesrepublik blieb „Landeskultur“ traditionell Oberbegriff für die Maßnahmen zur Bodenerhaltung, Bodenverbesserung, Neulandgewinnung und Flurbereinigung.
Bereits 1963 wurden auf Betreiben der Zentralen Kommission Natur und Heimat des Kulturbundes Vorschläge für ein neues Gesetz unterbreitet, das das Naturschutzgesetz von 1954 ablösen sollte. Diese Vorschläge wurden im gleichen Jahr als „Grundsätze der sozialistischen Landeskultur in der DDR“ vom Ministerium für Land- und Forstwirtschaft verabschiedet und zu einer verbindlichen Ergänzung des Naturschutzgesetzes erklärt. Das war die gesetzliche Vorstufe für das Landeskulturgesetz von 1970.
Seit 1968 wurde an diesem neuen Gesetz weiter gearbeitet. Unter der Leitung des stellvertretenden Vorsitzenden des Ministerrates der Deutschen Demokratischen Republik, Werner Titel, der zu den Verfechtern des „Neuen Ökonomischen Systems der Leitung und Planung“ (NÖSLP) gehörte und unter Naturschützern als am Naturschutz wie am Umweltschutz interessierter Experte anerkannt war, hatte eine Gruppe aus Vertretern der Natur- und Heimatfreunde, des ILN und einschlägiger Hochschulen 1968 die „landeskulturelle Situation“ analysiert und eine Prognose „über die Entwicklung der sozialistischen Landeskultur und ihrer spezifischen Aufgaben“ ausgearbeitet.
1969 wurde eine „Ständige Arbeitsgruppe Sozialistische Landeskultur“, ebenfalls unter der Leitung Titels, eingerichtet, die unter maßgeblicher Beteiligung der Rechtswissenschaftlerin Ellenor Oehler den Entwurf für ein Landeskulturgesetz erarbeitete.
Am 14. Mai 1970 verabschiedete die Volkskammer nicht nur das Landeskulturgesetz, mit dem das Naturschutzgesetz von 1954 abgelöst wurde. Gleichzeitig wurden mehrere Durchführungsverordnungen (DVO) zu diesem Gesetz erlassen. Es handelte sich um die 1. DVO (Schutz und Pflege der Pflanzen- und Tierwelt und der landschaftlichen Schönheiten – Naturschutzverordnung), die 2. DVO (Erschließung, Pflege und Entwicklung der Landschaft für die Erholung), die 3. DVO (Sauberhaltung der Städte und Gemeinden und Verwertung von Siedlungsabfällen) und die 4. DVO (Schutz vor Lärm).
Vorausgegangen war dem Landeskulturgesetz die Verankerung des Natur- und Umweltschutzes als Staatsaufgabe in Artikel 15 der Verfassung der DDR von 1968. Der Verfassungsartikel beinhaltete nach heutiger Lesart den Umweltschutz und die Umweltgestaltung als Staatsaufgabe oder Staatszielbestimmung.

#### Landeskulturgesetz
Das Landeskulturgesetz enthielt als „komplexes Rahmengesetz“ Vorschriften über die „grundlegenden Zielstellungen und Prinzipien“ sowie die Grundsatzregelungen zu den Teilbereichen Naturschutz/Landschaftspflege, Boden, Wälder, Gewässer, Luft, Abprodukte und Lärm. Bestehende Spezialgesetze zu Teilbereichen sowie als Durchführungsverordnungen zum Landeskulturgesetz erlassene bzw. zu erlassende Rechtsvorschriften dienten der Umsetzung und Konkretisierung des Rahmengesetzes. Insofern gab sich die DDR nach Schweden eine der fortschrittlichsten Umweltgesetzgebungen ihrer Zeit, womit sie im Vorfeld der Stockholmer Weltumweltkonferenz 1972 auch auf die internationale Etablierung der Umweltpolitik als eigenständiges Politikfeld reagierte.
Im Landeskulturgesetz wurden die Schutzziele und -objekte auch des Naturschutzes, der sich bis dahin rechtlich (und damit der Tradition verhaftet) vor allem mit der belebten Natur, den Tier- und Pflanzenarten und ihren Lebensräumen zu beschäftigen hatte, nun auch auf die unbelebte Natur, auf die neuen Schutzgüter Boden, Wasser, Luft und Ruhe (über den Lärmschutz) ausgeweitet (§ 10 LKG). Ausgeweitet wurde auch der Handlungszielkatalog. Der Naturschutz wurde damit vollständig aus einer konservierend-rückwärtsgewandten Perspektive gelöst.
Die Strategie eines in die Landnutzung integrierten Naturschutzes bekam durch das Landeskulturgesetz eine formalrechtliche Grundlage. Der Terminus „Mehrfachnutzung der Landschaft“ wurde als „Grundsatz sozialistischer Landeskultur“ verstanden. Naturschutzbelange sollten im Rahmen der „sozialistischen Landeskultur“ prinzipiell den gleichen Rang wie andere Nutzungsinteressen haben und mit diesen abgestimmt werden. Allerdings wurden, so sollten die folgenden Jahre zeigen, die anderen Belange wie Landwirtschaft, Siedlung oder Industrie als vorrangig behandelt.
Enthielt das Naturschutzgesetz noch eine Reihe klarer Gebote und Verbote in Bezug auf die Schutzobjekte, auch wenn sich ihre Realisierung in einigen Bereichen zunehmend schwieriger gestaltete, so enthielt das Landeskulturgesetz hauptsächlich Zielstellungen für die Volksvertretungen, staatlichen Organe, gesellschaftlichen Organisationen, Betriebe und den einzelnen Bürger zur Durchsetzung landeskultureller Forderungen. Die Instrumente, die dem speziellen Naturschutz und der Landschaftspflege mit dem Landeskulturgesetz im Abschnitt „Gestaltung und Pflege der Landschaft sowie Schutz der heimatlichen Natur“ zur Verfügung gestellt wurden, bezogen sich zum einen auf Regelungen zum Artenschutz und zum anderen auf Regelungen zu Schutzgebietstypen.

#### Durchführungsverordnungen
Für die Naturschutzpraxis waren weniger das Landeskulturgesetz als die 1. DVO (Schutz und Pflege der Pflanzen- und Tierwelt und der landschaftlichen Schönheiten – Naturschutzverordnung) und die 2. DVO (Erschließung, Pflege und Entwicklung der Landschaft für die Erholung) sowie die „Technischen Normen, Gütevorschriften und Lieferbedingungen“ (TGL) bzw. die „Fachbereichs-Standards“ von maßgeblicher Bedeutung.
Die 1. DVO (Naturschutzverordnung) vom 14. Mai 1970 hielt sich weitgehend an die Gliederung und den Inhalt des Naturschutzgesetzes von 1954. Allerdings finden sich auch nennenswerte Unterschiede:

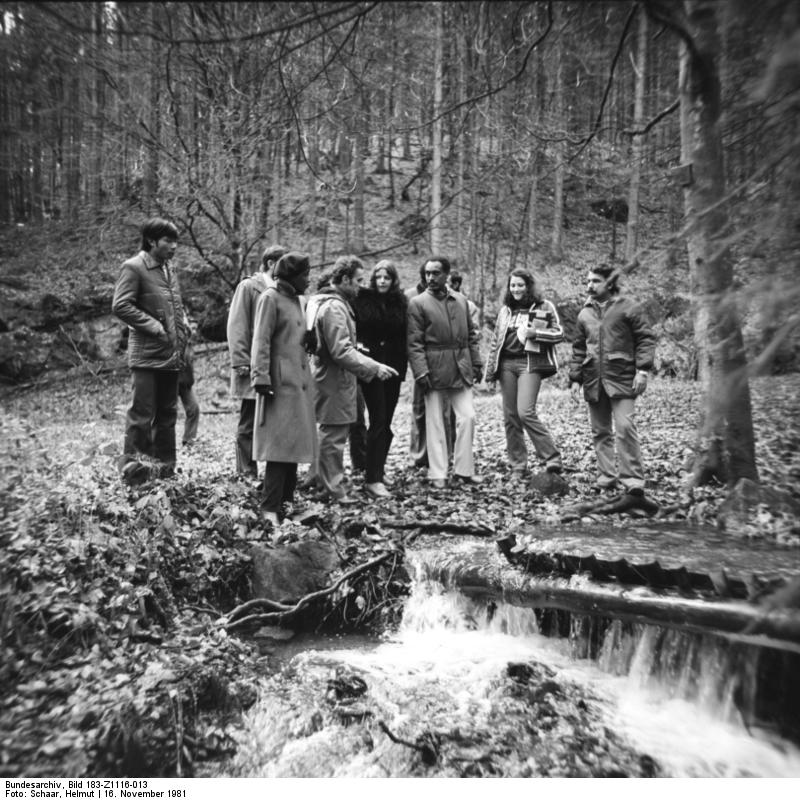
Besuchergruppe im Biosphärenreservat Vessertal-Thüringer Wald

- Der Begriff „Naturschutzorgan“ wurde abgeschafft und der betreffende Passus mit „Leitung des Naturschutzes“ überschrieben. Die örtlichen Räte wurden pauschal für den Naturschutz verantwortlich gemacht. Sie konnten Ratsmitglieder mit der Wahrnehmung der Naturschutzaufgaben beauftragen. Diese Regelung wurde wohl nicht zu Unrecht als ein Versuch zur weiteren Desorganisation und Herabstufung der Bedeutung des Naturschutzes angesehen. Jedoch hatten sich die Begriffe Bezirks- bzw. Kreisnaturschutzverwaltung in der Praxis so gefestigt, dass meistens daran festgehalten wurde. In manchen Fällen zwang eine Flut von Eingaben an den Ratsvorsitzenden zur Einsetzung eines Ratsmitgliedes für Angelegenheiten des Naturschutzes bzw. der sozialistischen Landeskultur.
- Aus der im Naturschutzgesetz noch stringent formulierten Duldungspflicht („Schutzmaßnahmen […] haben die Eigentümer oder Rechtsträger zu dulden. Die Maßnahmen können mit polizeilichem Zwang durchgesetzt werden [… und] begründen keine Ansprüche auf Entschädigung“) wurde eine „Unterstützungspflicht“, die von den Eigentümern und Rechtsträgern verlangte, „Anpassungsmaßnahmen, die Übereinstimmung ihrer Nutzung mit den in den Behandlungsrichtlinien bzw. Landschaftspflegeplänen festgelegten Maßnahmen [… zu] gewährleisten“.
- Die Strafzumessung bei Zuwiderhandlungen gegen naturschutzrechtliche Regelungen änderte sich. Drohten nach dem Naturschutzgesetz noch empfindliche Strafen, wurden nach der 1. DVO Zuwiderhandlungen nur noch als Ordnungswidrigkeit und mit maximal 200 Mark Strafe geahndet.
- Zu den bestehenden Schutzgebietstypen kamen im Zusammenhang mit internationalen Abkommen, insbesondere dem Ramsar-Abkommen über Feuchtgebiete von 1971, das 1975 in Kraft trat und dem die DDR mit Ministerratsbeschluss 1978 beitrat, die Schutzgebietstypen Feuchtgebiete Internationaler Bedeutung (FIB) und Feuchtgebiete nationaler Bedeutung (FNB) sowie Biosphärenreservate (BR) hinzu. 1979 erfolgte die Anerkennung der Biosphärenreservate Steckby-Lödderitz und Biosphärenreservat Vessertal-Thüringer Wald durch die UNESCO und die Ausweisung des Biosphärenreservates Mittlere Elbe. Nationalparke und Naturparke sah das LKG nicht vor.

Die Organisation des Naturschutzes gemäß Naturschutzgesetz von 1954 wurde beibehalten, unter genannter Aufweichung der Verpflichtung zur Benennung von Zuständigkeiten insbesondere auf Kreisebene. Auch an der völlig unzureichenden hauptamtlichen Personalausstattung änderte sich grundsätzlich nichts. Neu war die Einrichtung von Naturschutzstationen, insbesondere in den Bezirken Neubrandenburg und Potsdam, später auch in anderen. Dadurch gab es dort mehr hauptamtliche Naturschutzmitarbeiter.
Der Status der ehrenamtlichen Naturschutzbeauftragten blieb im Prinzip unverändert. Mit der 1. DVO wurde erstmals der Status Naturschutzhelfer offiziell eingeführt. Die Naturschutzbeauftragten und -helfer erhielten zur Ausübung ihrer Tätigkeit einen Ausweis und gleiche hoheitliche Befugnisse. Ihnen wurde eine Art Kontrollrecht eingeräumt. Hieß es im Naturschutzgesetz 1954 jedoch noch, dass sie „dafür zu sorgen haben […], dass die Naturschutzanordnungen befolgt werden“, so hatten sie ab 1970 lediglich „zur Durchsetzung der Rechtsvorschriften auf dem Gebiet des Naturschutzes beizutragen“.

#### Beauftragte und Institutionen
In den 227 Kreisen der DDR (+ Berlin-Ost) war neben den KNB und ihren oftmals aktiven Stellvertretern ein Kreis von Naturschutzhelfern und -helferinnen und besonderen Beauftragten ehrenamtlich aktiv. 1982 gab es DDR-weit etwa 12.000 Naturschutzhelfer (= ~ 53/Kreis). Die Zahlen der aktiven Naturschutzhelfer bewegten sich zwischen 20 und 40 Mitarbeitern je Landkreis. In „aktiven Kreisen“ waren teilweise über 100 Naturschutzhelfer tätig. Neben den ehrenamtlichen Naturschutzbeauftragten und -helfern gab es noch weitere Aktive, die sich auf ehrenamtlicher Basis im Naturschutz engagierten: die Bezirksbeauftragten für die Wasservogelforschung (Arbeitsordnung vom 27. November 1970), für Artenschutz, für Vogelberingung sowie die berufenen Mitglieder der Natur- und Heimatfreunde im Kulturbund (Leiter von zentralen, bezirklichen oder kreisbezogenen Fachausschüssen, Fachgruppen oder Arbeitskreisen). Zum Teil großzügige Freistellungen von der Arbeit unterstützten das Ehrenamt, das dadurch gewissermaßen zu einer teilweise beruflichen Tätigkeit wurde, was dazu beitrug, den gravierenden Personalmangel in der staatlichen Naturschutzverwaltung („Leitung des Naturschutzes“) zu kaschieren.
1972 wurde das Ministerium für Umweltschutz und Wasserwirtschaft gegründet. Nachgeordnete Einrichtungen wurden geschaffen wie: Staatliche Umweltinspektion und Zentrum für Umweltgestaltung, Umweltinspektionen in den Bezirken sowie Ständige Kommissionen für Umweltschutz, Wasserwirtschaft und Erholungswesen bei den Bezirks- und Kreistagen. Zudem wurden ehrenamtlich arbeitende Arbeitsgruppen „sozialistische Landeskultur“ bei den Räten der Bezirke unter Einbeziehung von Vertretern des Naturschutzes gegründet.
Ab Anfang der 1980er Jahre nahm in Widerspiegelung wachsender Umweltprobleme die Zahl von Umweltschutzbeauftragten in Betrieben zu. Bei den Räten der Bezirke und zum Teil den Räten der Kreise wurden „Ständige Arbeitsgruppen sozialistische Landeskultur“ und/oder „Ständige Kommissionen Umweltschutz, Wasserwirtschaft, Erholungswesen“ eingerichtet. In einigen Staatlichen Forstwirtschaftsbetrieben, beispielsweise in den Bezirken Suhl und Magdeburg, wurden Mitarbeiter für „sozialistische Landeskultur“ eingestellt.
Die Strategie eines in die Landnutzung integrierten Naturschutzes bekam durch das Landeskulturgesetz insgesamt lediglich eine formalrechtliche Grundlage. Die Hoffnung auf eine Integration einer Landschaftsplanung in die Territorialplanung (räumliche Gesamtplanung) – und zwar nicht nur bezogen auf LSG und NSG, sondern flächendeckend – blieb unerfüllt. Insgesamt wurde die Position des Naturschutzes geschwächt – insbesondere gegenüber der Landwirtschaft. Für die Seite des Naturschutzes bestand der Fortschritt im LKG und den zugehörigen DVO zwar in dem expliziten Abrücken von dem rein konservierenden Naturschutz; die Ziele „Pflege“, „Entwicklung“ und „Planung“ der Landschaft kamen in der Erarbeitung von Behandlungsrichtlinien für Naturschutzgebiete und Landschaftspflegeplänen für Landschaftsschutzgebiete zum Ausdruck. Ansonsten gab es keine wesentlichen Neuerungen, die dem erweiterten Ziel- und Aufgabenkatalog der „sozialistischen Landeskultur“ hätten gerecht werden können.
Das Landeskulturgesetz von 1970 bezog sich zwar wie zuvor das Naturschutzgesetz von 1954 auf den gesamten besiedelten und unbesiedelten Raum, blieb in seiner Wirkung allerdings weiter weitgehend auf den unbesiedelten Raum und darin insbesondere die Schutzgebiete und -objekte beschränkt.

### Sozialistische Intensivierung in Land- und Forstwirtschaft
Bereits in den 1950er Jahren hatten sich Naturschützer mit Forderungen nach einer umfassenden Steigerung der Produktion in der Landwirtschaft auseinanderzusetzen. So wurde propagiert, Wiesen und Weiden zur Gewinnung von zusätzlichem Ackerland umzubrechen. Die Forderung nach Erhaltung oder gar Ausweitung von Grünlandflächen erschien damals als rückständig. In den 1960er Jahren nahmen die Probleme zu, die für den Naturschutz aus der Intensivierung der Landnutzung, dabei auch der Grünlandnutzung, durch Melioration und Düngung erwuchsen. Die bis 1960 in der gesamten DDR durchgesetzte vollständige Kollektivierung der landwirtschaftlichen Produktion, die auf die Industrialisierung der Landwirtschaft und die Umwälzung der sozialen Verhältnisse in den Dörfern abzielte, erhöhte den Nutzungsdruck auf die Agrarlandschaft. Zu umfassenden Veränderungen in der Agrarlandschaft der DDR führten in dieser Zeit auch die Entwässerungs-Großprojekte im Rahmen von Jugendobjekten in den großen Feuchtgebieten und Mooren wie der Friedländer Großen Wiese in Vorpommern oder der Wische in der Altmark.
Zu grundlegenden Veränderungen der Agrarlandschaft kam es aber erst mit der „sozialistischen Intensivierung“. Die Beschlüsse des VI. Parteitages der SED 1963 und des VII. Parteitages der SED 1967 trugen zur Intensivierung der Landnutzung bei. Vom VII. Parteitag der SED 1967 ging die Parole von der „sozialistischen Intensivierung“ aus mit dem Versuch, die Anwendung wissenschaftlich-technischer Erkenntnisse zu beschleunigen und zu intensivieren. Sie sollte – verbunden mit dem Slogan „überholen ohne einzuholen“ – ein Instrument der Umsetzung des „Ökonomischen Systems des Sozialismus“ (ÖSS) sein, mit dem diese Etappe des NÖSLP beschrieben wurde.
In Beispiels- oder Prestigeprojekten wurden maßlose Ziele gesetzt, die nicht nur großflächige Grünlandmeliorationen betrafen. Unter den Stichworten „Komplexmelioration“, „Flurmelioration“, „Reliefmelioration“ und schließlich „Flurneuordnung“ wurde auf eine radikale Umgestaltung der Agrarlandschaft zugunsten industriemäßiger Produktionsmethoden mit Beregnung der Ackerflächen und mit Großanlagen der „Tierproduktion“ hingearbeitet. Als vertrauliche Dienstsachen eingestufte „Generalmeliorationspläne“ wurden systematisch umgesetzt. Die Maßnahmen wurden von den SED-Parteileitungen der höheren Ebenen initiiert und durchgesetzt, oft gegen den Widerstand der betroffenen Betriebe, denn diese Entwicklung stieß bei vielen Landwirten auf wenig Akzeptanz, weil die Entwicklung zur Auflösung des Zusammenhangs zwischen Dorf und Landschaft führte und zu einer zunehmenden Entfremdung der „Werktätigen“ in der Landwirtschaft von den Naturgrundlagen der Produktion.

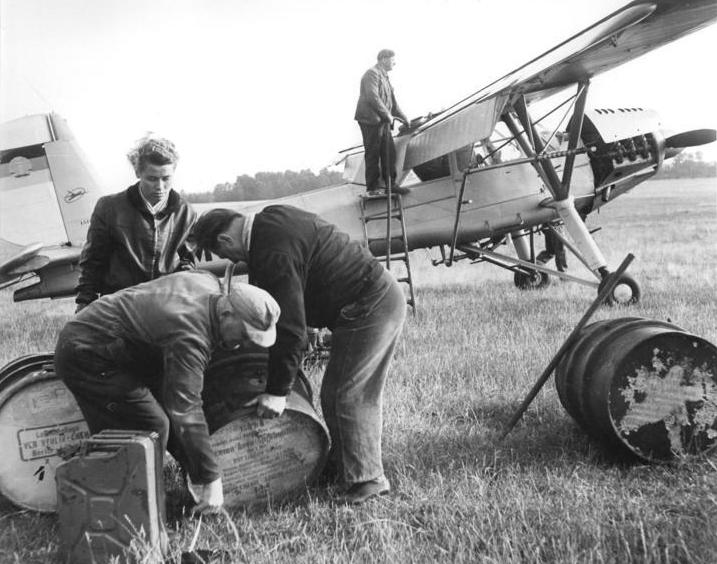
Kartoffelkäferbekämpfung aus der Luft im Bezirk Dresden, 1964

Ein „Kniefall“ vor der Landwirtschaftslobby war der Art. 15 Abs. 2 der Verfassung der DDR von 1968. Der Naturschutz wurde zwar in der Verfassung verankert; der Abschnitt in Art. 26 der Verfassung von 1949, in dem es hieß, dass die Ertragssicherheit in der Landwirtschaft auch durch Landschaftsgestaltung und -pflege gewährleistet sei, tauchte in der Neufassung jedoch nicht mehr auf. Wachsende Versorgungsanforderungen an die Landwirtschaft, die bei sinkendem landwirtschaftlichem Flächenanteil an der Gesamtfläche und bei ertragsmindernden Luftbelastungen zu erfüllen waren, zwangen zur fortlaufenden Produktionssteigerung, für die nicht nur die Betriebs- und Flächennutzungsstrukturen vollständig geändert wurden, sondern zunehmend Agrochemikalien, die durch Applikationstechnik (einschließlich Agrarfliegerei) ausgebracht wurden, und schwere Bearbeitungstechnik eingesetzt sowie aufwändige Regulierungen des Bodenwasserhaushaltes durchgeführt wurden. Nährstoff- und Pestizideinträge in das Grund- und Oberflächenwasser sowie wachsende Bodenerosionen und -verdichtungen waren Folgen dieser Nutzungsintensivierungen. Von den großen Tierhaltungsanlagen gingen zusätzliche Belastungen der Gewässer und der Luft aus. Im 1990 veröffentlichten „Umweltbericht der DDR“ wird folgendes Beispiel für den hohen Einsatz an Pestiziden genannt: „So kommen zum Beispiel bei dem Voraussaatherbizid Bi3411 derzeitig 18 bis 27 kg/ha Wirkstoff zum Einsatz. International sind Wirkstoffmengen von 125–250 g/ha üblich“.
Die „sozialistische Intensivierung“ machte auch vor der Forstwirtschaft nicht Halt. In der zweiten Hälfte der 1950er Jahre hatten die forcierte Industrialisierung in der DDR und die besseren Verdienstmöglichkeiten in anderen Branchen zu einer verstärkten Abwanderung von Beschäftigten aus der Forstwirtschaft geführt. Es kam zu einem spürbaren Mangel an Arbeitskräften. Der daraus erwachsende Rationalisierungszwang führte seinerzeit zu einer Ablösung der arbeitsaufwendigen „vorratspfleglichen Waldwirtschaft“ durch die Phase der „standortgerechten Forstwirtschaft“, die mit einem Erlass des Ministeriums für Land- und Forstwirtschaft vom 18. Oktober 1961 über „Grundsätze zur waldbaulichen Behandlung der Forsten in der Deutschen Demokratischen Republik“ eingeleitet wurde. Diese kurze Phase war eine Hochzeit des standortgerechten Waldbaus, in der die Bestandspflege weiterhin eine wesentliche Rolle spielte.
Wie in der Landwirtschaft machte sich dann in der Forstwirtschaft jedoch seit 1967 der Einfluss des Mitglieds des ZK der SED, Gerhard Grüneberg, negativ bemerkbar, der sich auch in der Forstwirtschaft für die Einführung industriegemäßer Produktionsmethoden einsetzte, die ebenfalls mit dem VII. Parteitag der SED sowie dem X. Deutschen Bauernkongress 1967 in Gang gebracht wurde. Der Schwerpunkt wurde nun auf den Einsatz von Großgeräten gelegt, was nicht nur zu einer neuerlichen Dominanz des Kahlschlags, sondern zu immer größeren Kahlschlägen führte. Unter diesen Bedingungen trat die Rohholzerzeugung an die Stelle des Waldbaus. Seit 1970/71 wurde die Forstwirtschaft vollständig in die zentrale Volkswirtschaftsplanung einbezogen. Für die Nutzung wurden spezielle Technik-Komplexe gebildet, der Waldbau trat mehr und mehr in den Hintergrund. „Nutzung und Ökonomie bestimmten praktisch das Handeln im Walde, verbunden mit ausgesprochenem Dirigismus. Revier- und Oberförster waren im Wesentlichen nur noch Vollzugsorgane“.
Zunehmende und größere Kahlschläge (mit bis zu 30 Hektar Größe), die zwangsläufig Chemisierung und Mechanisierung sowie den Anbau von Kiefer und Fichte in Monokulturen zur Folge hatten, eine starke Einschränkung des Laubholzanbaus und auch zunehmende Wildbestände durch die Aufwertung der Jagd zu einem Teil des „entwickelten gesellschaftlichen Systems des Sozialismus“ und damit verbundene höhere Zielbestände etwa von Rot-, Dam- und Rehwild sind einige Kennzeichen dieser Phase der sozialistischen Intensivierung in der Forstwirtschaft vor allem in den 1970er Jahren.
Die „sozialistische Intensivierung“ wirkte sich bis weit in die 1970er Jahre insbesondere in der Land- und Forstwirtschaft aus und beherrschte – neben dem Braunkohlentagebau – die Alltagsprobleme des Naturschutzes, der sich mit seinem Anliegen und Warnungen kaum Gehör verschaffen konnte.

### Ölschock und Renaissance der Braunkohle

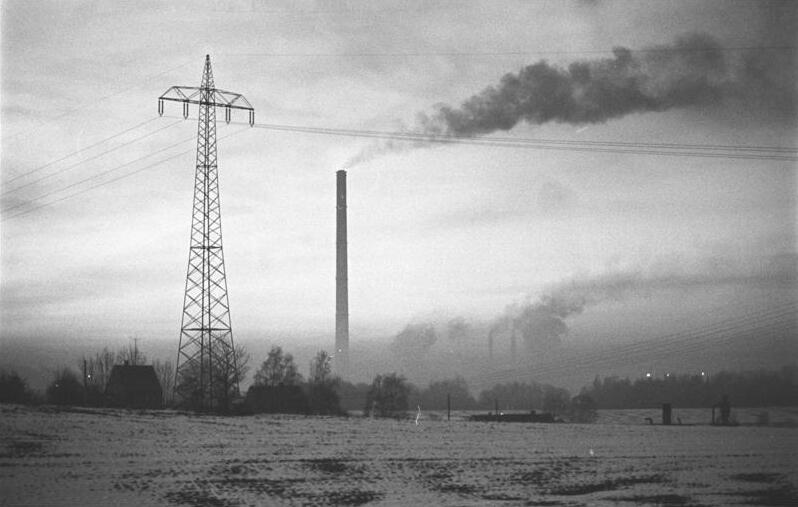
Schornsteine im damaligen Karl-Marx-Stadt

Ein gravierendes Problem für den Naturschutz wurde die „Renaissance“ der Braunkohle, die eine Folge des „Ölschocks“ war, d. h. der drastischen Verteuerung des Rohöls durch die OPEC im Jahre 1973, aber auch der Verteuerung anderer Rohstoffe, die die DDR importieren musste. Rohöl verteuerte sich bis 1974 um das Fünffache. Diese Entwicklung ging auch 1975–1980 weiter. Von 1,80 $ je Barrel 1970 stieg er bis 1979 auf 17,26 $ je Barrel. 1979/80 verdoppelte sich der Preis dann noch einmal auf 32–34 $ pro Barrel.
Die Strategie der SED-Führung bestand darin, Öl durch Braunkohle zu ersetzen. Für die erforderlichen Umrüstungsmaßnahmen wurden erhebliche Investitionen getätigt, die für Erhaltungs- und Modernisierungsmaßnahmen andernorts fehlten. Ehrgeizige konsumorientierte Programme wie das Wohnungsbauprogramm trugen dazu bei, dass die Investitionsquote sank, beschleunigten damit den Verschleiß in der Industrie und führten nebenbei zur Bedeutungs-Minderung des Umweltschutzes in Jahres- und 5-Jahres-Plänen. Welche Folgen die Renaissance der Braunkohle für den Naturschutz hatte, lässt sich anhand des Bezirkes Cottbus zeigen: Der Bezirk Cottbus hatte sich in der DDR bereits seit Erarbeitung eines Kohle- und Energieprogramms für die DDR 1957 zu einem Kohle- und Energiebezirk entwickelt. Im Osten des Bezirks lagerten 45 % der industriell gewinnbaren Braunkohlenvorräte der DDR. In den drei Braunkohlenbetrieben VE Braunkohlenkombinat Senftenberg, VE Energiekombinat Cottbus und VEB Gaskombinat Schwarze Pumpe arbeiteten in den 1980er Jahren etwa 79.000 Menschen, die 49,5 % der Industriebeschäftigten ausmachten. Im Jahre 1992 lebten noch 37.000 Menschen „von der Kohle“. Anfang der 1980er Jahre beschloss die SED- und Staatsführung eine erhebliche Ausweitung des Braunkohlentagebaus. Die Fördermenge sollte im Bezirk Cottbus von 148,9 Mio. t 1980 auf 200 Mio. t 1990 steigen und auf diesem Niveau „Jahrzehnte“ verbleiben. Der Bezirkstag Cottbus stellte dafür 45 Braunkohlenlagerstätten mit einer Fläche von 172.000 ha unter Schutz (Bergbauschutzgebiete). Das waren 21 % der Gesamtfläche des Bezirks. 1980 waren 11 Tagebaue in Betrieb, bis 1989 nahmen sechs weitere die Kohleförderung auf, fünf – so die Planung – sollten wegen Auskohlung eingestellt werden. Im Jahre 2000 sollten 21 Tagebaue den Betrieb aufgenommen haben. 300 Siedlungen (Gemeinden, Ortsteile und Wohnplätze) wären vom Braunkohlentagebau betroffen gewesen.
In den Braunkohletagebaugebieten stand der Naturschutz auf mehr oder weniger verlorenem Posten. Devastierung, Grundwasserabsenkung, Reliefveränderungen und zunehmende Umweltbelastungen durch Verschmutzung der Luft und des Wassers sowie Abraumdeponien waren Folgen des Braunkohlentagebaus. Bei vollständiger Umsetzung der Abbauplanungen wären 12 Naturschutzgebiete (NSG) mit einer Fläche von 1044 ha, 14 Landschaftsschutzgebiete zu großen Teilen und 17 Parkanlagen mit 129 ha abgebaggert worden. Zusätzlich wären 16 NSG und 32 Parkanlagen über lange Zeit vom Grundwasserentzug betroffen gewesen.
Dem Institut für Landschaftsforschung und Naturschutz und seinen ehrenamtlichen Mitarbeitern verblieb dort, wo tatsächlich abgebaut wurde, lediglich die Aufgabe, Inventur- und Prozessuntersuchungen in den NSG zu Dokumentationszwecken zu intensivieren und die „Verlagerung“ von ausgewählten Tier- und Pflanzenvorkommen in Ersatzbiotope zu versuchen.
Im April 1989 legte das ILN ein „Konzept zur Entwicklung der Naturschutzarbeit im Kreis Weißwasser unter der Ausweitung des Braunkohlenbergbaues ab 1988 (Bestandteil der komplexterritorialen Raumstudie Weißwasser)“ vor. Es enthielt düstere Zukunftsaussichten für den Naturschutz: Der Kreis Weißwasser wäre durch die Ausweitung des Braunkohlenbergbaues zu 62 % devastiert worden. Für ca. 90 % des Kreisgebietes wurde mit Grundwasserabsenkungen und für eine Reihe von Naturschutzobjekten mit einer Verstärkung immissionsbedingter Schäden gerechnet. In den durch Verlust bedrohten Schutzgebieten sollten so viel wie möglich Informationen gesammelt werden, um den einstigen Schutzwert zu dokumentieren. Ferner sollten u. a. Genressourcen gesichert und versucht werden, bestimmte Tier- und Pflanzenarten auf anderen Standorten anzusiedeln.

## 1982 bis 1989

### Umweltprobleme – Merkmale des Niedergangs der DDR-Gesellschaft

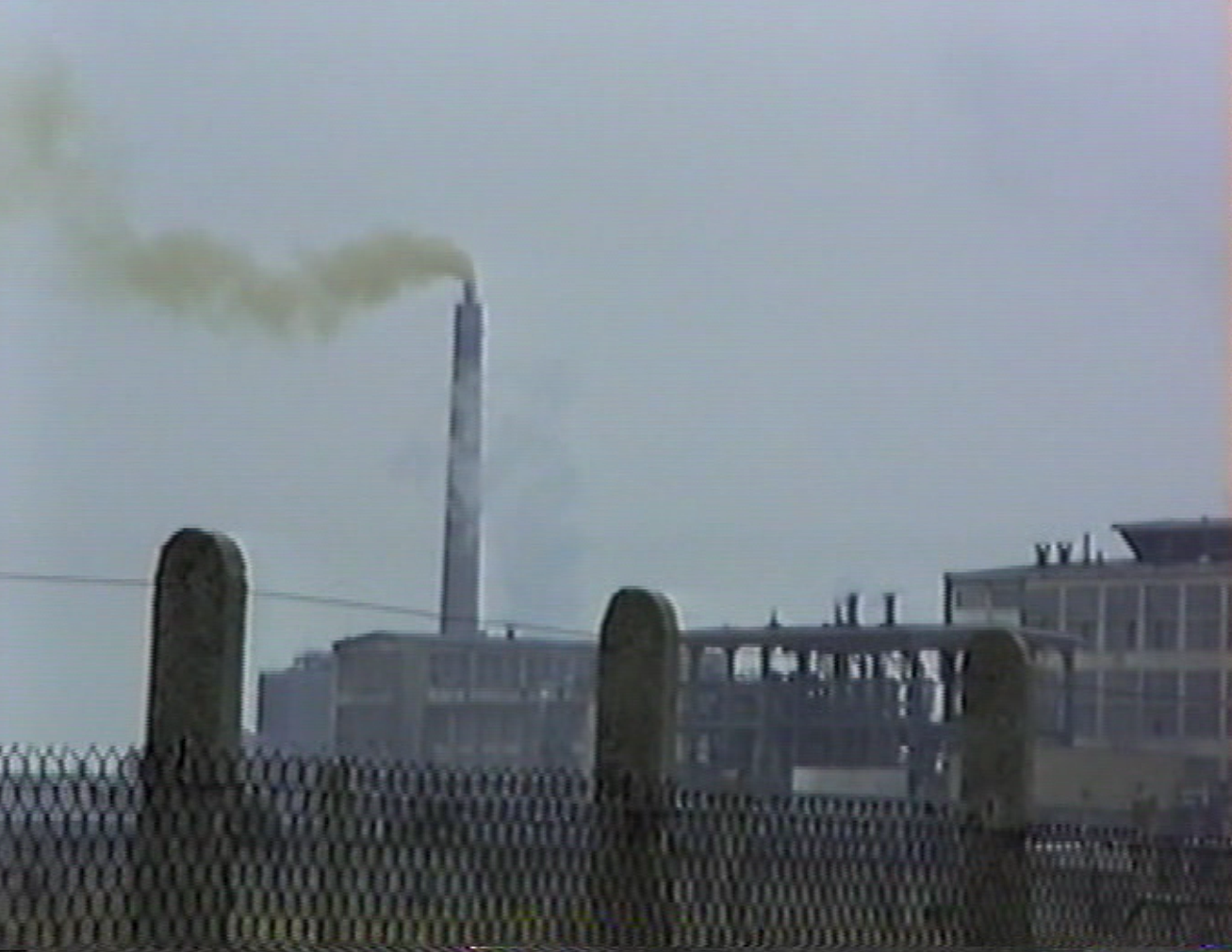
Chemiekombinat Bitterfeld (1988)

Die Renaissance der Braunkohle, die Folgen ihres Einsatzes in der Chemieindustrie, der voranschreitende Verschleiß von Produktionsanlagen, die Nutzung der Braunkohle als Heizmaterial sowie die anhaltende Intensivierung der land- und forstwirtschaftlichen Landnutzung führten in den 1980er Jahren regional zu katastrophalen Umweltbedingungen, insbesondere im „mitteldeutschen“ Industrierevier.
Die Energieträgerstruktur der DDR basierte Ende der 1980er Jahre zu 70 % auf Braunkohle, 12 % Erdöl und 10 % Erdgas. Sie hatte mit 233 GJ je Einwohner nach Kanada, den USA, den skandinavischen Ländern und Luxemburg den höchsten Bruttoinlandsverbrauch an Energie in der Welt. Die DDR hatte mit einem jährlichen Ausstoß von ca. 2,2 Mio. t Staub und 5,2 Mio. t Schwefeldioxid pro Flächeneinheit, bezogen auf diese Schadstoffe, die höchsten Belastungen aller europäischen Länder. Die Hauptverursacher der hohen SO2- und Staubemissionen in der Industrie war mit 58 % SO2 und 41 % Staub der Bereich Kohle und Energie, mit je 12 % SO2 und Staub der Bereich der Chemie. Die Immissionsbelastungen konzentrierten sich in den Bezirken Cottbus, Frankfurt/Oder, Halle, Karl-Marx-Stadt und Leipzig.
In vielen Fällen wurde im „mitteldeutschen Industrierevier“ Ende der 1980er Jahre technisch-technologisch auf Vorkriegsniveau gearbeitet. Über die Hälfte der Anlagen in den großen Chemiewerken im Raum Halle/Leipzig, wie den Leuna- und Buna-Werken, war 1990 älter als 20 Jahre. Eine der Folgen war, dass ein großer Teil der Beschäftigten für Reparaturarbeiten eingesetzt werden musste. Für solche Arbeiten wurden auch Strafgefangene und Kriegsdienstverweigerer, so genannte „Bausoldaten“, eingesetzt, zum Teil in besonders gefährdeten Bereichen.
Der Braunkohlentagebau und die Chemieindustrie, darin Produktionslinien (z. B. die Karbidproduktion), die in anderen Ländern aus ökonomischen und ökologischen Gründen eingestellt worden waren, waren für den größten Beitrag zur Umweltverschmutzung und Flächenvernutzung in den industriellen Problemregionen der DDR verantwortlich. Die zum Teil maroden Betriebe waren ein Hort von Gesundheitsproblemen, Arbeitsunfällen, Umweltgefährdungen und auch staatlicher Überwachung. Im Jahre 1989 waren in der DDR insgesamt 54,3 % der Wälder geschädigt, 16,4 % der Wälder waren dabei stark oder mittel, 37,9 % gering geschädigt. Für die Zeit zwischen 1987 und 1989 wurde im Umweltbericht der DDR eine Zunahme der geschädigten Waldflächen von 31,7 % auf 54,3 % festgestellt. Das geringe natürliche Wasserdargebot der DDR erforderte hohe Aufwendungen, um die Nutzungsfähigkeit der Wasserressourcen als Grundlage für eine qualitätsgerechte und stabile Wasserversorgung der Bevölkerung, der Industrie und Landwirtschaft sowie zum Schutz des Wassers in grenzüberschreitenden Wasserläufen und in der Ostsee zu gewährleisten. Die Beschaffenheit der Hauptwasserläufe der DDR war 1990 dadurch gekennzeichnet, dass von den klassifizierten Flussabschnitten nur 20 % für die Trinkwassergewinnung mit normalen Aufbereitungstechnologien nutzbar waren. 35 % waren nur mit komplizierten und ökonomisch sehr aufwändigen Technologien aufbereitbar und 45 % waren für eine Trinkwassergewinnung nicht mehr nutzbar. Anfang 1990 wurden in der Industrie 67 % des zu reinigenden Abwassers in Abwasserbehandlungsanlagen gereinigt. Im Kommunalbereich wurden 85 % der anfallenden Abwässer behandelt. 14 % des in die Gewässer eingeleiteten Abwassers waren ungereinigt. Die behandelten Abwässer wurden zu 36 % mechanisch und zu 52 % mechanisch-biologisch behandelt. Eine Phosphatbeseitigung erfolgte bei 14 % der gesamten Abwassermenge. Die Abwasseranlagen und -leitungen waren in großem Umfang in sanierungswürdigem Zustand. Von den vorhandenen 36.000 km Abwasserleitungen waren rund 26.000 km teilweise stark beschädigt. Mehr als die Hälfte der organischen Schadstofffracht wurde ohne Behandlung in die Gewässer eingeleitet. 1988 fielen in der DDR 91,3 Mio. t (1980 waren es noch 80 Mio. t) fester industrieller Abprodukte und Sekundärrohstoffe an. Davon wurden 39,9 % (1980 waren es 36,4 %) wiederverwertet. Ein Teil der verbleibenden 60,1 % war wegen absehbarer Verwertungsmöglichkeiten zur Rückführung in den volkswirtschaftlichen Kreislauf vorgesehen und wurde deshalb selektiv deponiert, während eine beträchtliche Menge nicht nutzbarer Abprodukte direkt oder über Zwischenstufen in die Umwelt abgegeben wurde. 1989 fielen ca. 3,5 Mio. t feste Siedlungsabfälle an, 2,9 Mio. t davon waren Hausmüll. 1989 existierte keine vollständige Übersicht über die Anzahl und den Zustand der genutzten Deponien und Ablagerungsflächen für industrielle Abprodukte und Siedlungsabfälle, laut einer Erhebung von 1988 bestanden mindestens 13.000 Ablagerungsflächen, davon ca. 2.000 Deponien für industrielle Abprodukte und ca. 11.000 Ablagerungsflächen für Siedlungsmüll. Die Investitionsmaßnahmen zur Abfallbeseitigung wurden zu 87 % auf die Schaffung bzw. Erweiterung von Kapazitäten für die schadlose Beseitigung industrieller Abprodukte gerichtet. Sie dienten damit der Sicherung der Produktionsdurchführung, vor allem in der Energiewirtschaft, in der chemischen Industrie und im Bergbau. Siedlungsmüll wurde weitestgehend dezentralisiert und zum größten Teil „wild“ abgelagert. Von den ca. 11.000 Standorten für die Ablagerung des Siedlungsmülls besaßen nur 120 den Status einer geordneten Deponie, weitere 1.000 galten als kontrolliert und der Rest als „wild“ angelegt und betrieben.

### Geheimsache Umwelt und oppositionelle Umweltbewegung
Angesichts dieser sich abzeichnenden, erst 1990 im „Umweltbericht der DDR“ bilanzierten Situation wurden Umweltdaten für die DDR-Regierung zu einer „brisanten Ware“. Das Präsidium des Ministerrates der DDR erteilte am 16. November 1982 unter der Nummer 02-67/I.2/82 die „Anordnung zur Gewinnung oder Bearbeitung und zum Schutz von Informationen über den Zustand der natürlichen Umwelt in der DDR“, mit der Daten zur Umwelt unter Verschluss gestellt wurden. Ergänzt wurde diese Anordnung am 27. April 1983 durch eine zweite. Diese Anordnungen waren ein Spiegelbild politischer Erstarrung und fehlender Dialogbereitschaft der SED-Führung.
Unter diesen Rahmenbedingungen wuchs eine oppositionelle bzw. autonome Umweltbewegung. Eine erste autonome Umweltgruppe war 1979 aus „Baumpflanzaktionen“ kirchlicher Jugendkreise in Schwerin entstanden. Ab Anfang 1981 wurden von der Schweriner Gruppe um Jörn Mothes und Nikolaus Voss jährliche Ökologieseminare (Schweriner Winterseminare) ins Leben gerufen, die bis 1983 das wichtigste Podium für die organisatorische Vernetzung der Umweltbewegung waren. Die Kirche war nahezu der einzige Raum, wo eine unabhängige Ökologiebewegung entstehen konnte. Zu einem organisatorischen Zentrum der Bewegung wurde dann das Kirchliche Forschungsheim in Wittenberg, das 1981 das erste Heft der Zeitschrift „Briefe zur Orientierung im Konflikt Mensch-Erde“ herausgab. Seit 1983 gab es im Kirchlichen Forschungsheim auf Initiative der Kirche jährliche Treffen von Vertretern kirchlicher Umweltgruppen. Am 2. September 1986 gründete sich eine „Umwelt-Bibliothek“ im Umfeld der Zionsgemeinde in Berlin auf Initiative von Mitgliedern eines vorher bestehenden Friedens- und Umweltkreises der Pfarr- und Glaubensgemeinde in Berlin-Lichtenberg, die im gleichen Jahr das erste Heft der „Umweltblätter“ herausgab. Die unabhängigen Umweltgruppen umfassten von 1985 bis 1989 ca. 60 bis 65 Gruppen mit 550 bis 850 Personen. 1988 vernetzten sie sich zum „Netzwerk Arche“, 1990 dann zur „Grünen Liga“.
Zu den Schwerpunkten der Arbeit dieser Gruppen gehörten regionale Protestaktionen insbesondere im Umfeld von „Kohle, Chemie, Waldsterben, Autobahnbau, Müll, Uran, KKW und LPG“. Das Wachstum der Umweltgruppen korrespondierte mit der fehlenden Integrationskraft beispielsweise des Kulturbundes. Die dort am 27. Mai 1980 gegründete „Gesellschaft für Natur und Umwelt“ sollte nicht nur den Naturschützern eine Heimstatt bieten, sondern auch den Umweltbewegten, die sich insbesondere mit städtisch-industriellen Umweltproblemen befassten und sich in Arbeitsgruppen oder Interessengemeinschaften Stadtökologie sammelten. 1987 wurden in einer Kulturbund-Statistik 380 Stadtökologie-Gruppen mit 7000 Mitgliedern gezählt. Diese Heimstattfunktion erfüllte der Kulturbund jedoch für diese Gruppen nicht.
Die geschilderten Umweltprobleme und die Arbeit der autonomen Umweltbewegung sowie der kritischen Umweltgruppen im Kulturbund trugen dazu bei, dass „gesunde Umwelt“ 1989 in der Werteskala der Bürger und Bürgerinnen der DDR eine Spitzenposition einnahm.
Die Naturschutzorganisation in der DDR war den wachsenden Umwelt- und Naturschutzproblemen nicht gewachsen. Der allgemeine Personalmangel in der Naturschutzverwaltung setzte sich in den 1980er Jahren fort. Ohne die Arbeit der Ehrenamtlichen und Freiwilligen im Naturschutz hätte sich nichts bewegt.

## 1989 bis 1990

### Späte Anpassungsstrategien
Noch vor den umwälzenden Ereignissen im Oktober und November 1989 erging am 18. Mai 1989 eine novellierte Naturschutzverordnung zum Landeskulturgesetz unter dem Titel „Schutz und Pflege der Pflanzen- und Tierwelt und der landschaftlichen Schönheiten“, die am 19. Juni 1989 in Kraft trat und einige Verbesserungen im Naturschutz-Instrumentarium brachte. Sie war Ergebnis der Bemühungen im Institut für Landschaftsforschung und Naturschutz um eine neue Naturschutzstrategie.
Grundsätzlich war es bis dahin mit dem herkömmlichen Naturschutzbegriff und der daran geknüpften Ziel- und Aufgabenstellung zwar möglich, sich für die Belange des Naturschutzes in der gesamten Landschaft einzusetzen, aber die Arbeit von ILN, ehrenamtlichen und freiwillig tätigen Naturschützern und von Wissenschaftlern in kooperierenden Einrichtungen hatte sich bislang vorrangig mit den geschützten (oder zu schützenden) Objekten und Gebieten und der Forschung in Flächennaturdenkmalen (FND), Naturschutzgebieten (NSG) und Landschaftsschutzgebieten (LSG) befasst. Die Erfolge des Naturschutzes beschränkten sich überwiegend auf solche „Inseln“ in der Landschaft, wobei die FND und NSG weit im Vordergrund des Interesses standen. Das System der NSG galt bereits Anfang der 1970er Jahre als abgeschlossen. Die dadurch geschützten Gebiete nahmen ca. 0,9 % der Gesamtfläche ein und entsprachen nicht den Verhältnissen der vorherrschenden industriellen Landnutzung. Der „Inselnaturschutz“ stieß gerade dort an Grenzen, wo alle Zeichen auf Intensivierung in der Land- und Forstwirtschaft oder auf Forcierung des Braunkohlenabbaus standen oder wo – auf Grenzertragsstandorten – Landschaftsteile aus der landwirtschaftlichen Nutzung herausgenommen wurden. Das Problem der Gefährdung der Biodiversität, mithin des Kulturartenverlustes und die Notwendigkeit des Kulturartenschutzes war hinreichend bekannt, was sich in der Naturschutzpraxis jedoch nicht widerspiegelte.
Bereits 1976 forderten 25 Leitungsmitglieder des ZFA und der BFA Botanik im Kulturbund auf einer Tagung in Wesenberg/Mecklenburg eine veränderte Naturschutzkonzeption, die der industriellen agrarischen Landnutzung entsprechen sollte.
1987 veröffentlichten Mitarbeiter des ILN jahrelang vorbereitete Vorstellungen für eine begriffliche Neubestimmung und strategische Neuausrichtung des Naturschutzes sowie eine genauere Abgrenzung der Ziele und Aufgaben des Naturschutzes gegenüber Umweltschutz und Landschaftsgestaltung/Landschaftspflege. Ausgehend vom Ressourcenbegriff gliederten sie die Naturressourcen in nicht erschöpfbare und erschöpfbare, letztere in wiederherstellbare (Boden, Biomasse, Ökosysteme, Landschaften) und nicht wiederherstellbare und die nicht wiederherstellbaren in entwicklungspassive (fossile Brennstoffe, Erze, mineralische Rohstoffe) und entwicklungsaktive (Arten- und Formenmannigfaltigkeit der Organismen, genetische Mannigfaltigkeit der Populationen). Daraus leiteten sie strategische und taktische Neuorientierungen des Naturschutzes ab.
In die neue Naturschutzverordnung vom 18. Mai 1989 fand der Begriff „Arten- und Formenvielfalt der Organismen“ Eingang. Die Novelle brachte eine erhebliche Verbesserung der rechtlichen Grundlagen des Arten- und Biotopschutzes mit sich: § 11 Abs. 2 DVO führte den Begriff der Totalreservate ein und bedeutete eine Erweiterung des Prozessschutzes; § 12 führte die gesetzliche Kategorie der Biosphärenreservate ein; § 13 die der geschützten Feuchtgebiete; § 14 ermöglichte die Ausweisung von Schongebieten für vom Aussterben bedrohte Arten; § 15 fasste die FND als eigenständige Kategorie und erweiterte die mögliche Schutzfläche von 3 auf 5 ha; die §§ 20 und 21 nahmen den Begriff der Roten Liste auf und regelten den Schutz der Standorte geschützter Pflanzen und der Lebensräume geschützter Tiere; § 22 regelte grundsätzlich die Ausweisung geschützter weiterer Organismen (z. B. der Pilze) und § 24 führte die ökologisch bedeutsamen Bereiche ein (geschützte Biotope). Nach §§ 15 und 24 wurden dann in der „Wende“, also noch im Jahr 1989, DDR-weit zahlreiche kleine Gebiete einstweilig gesichert.
Die novellierte DVO hätte nicht dazu geführt, den Mangel an hauptamtlichen Mitarbeiterinnen und Mitarbeitern zu beheben. Allerdings wurde das Ehrenamt gestärkt. So sah § 6 die Einbeziehung der Bürger in die Naturschutzarbeit vor. Neu war auch die Möglichkeit, Beiräte für Naturschutz zu berufen (§ 7), womit die einst mit dem Naturschutzgesetz von 1954 gestrichenen Naturschutzstellen eine Wiedergeburt erlebten.

### Das Nationalparkprogramm der DDR
Nachdem am 9. November 1989 überraschend die innerdeutsche Grenze geöffnet wurde, kam mit der Zeit der
„Regierung der Nationalen Verantwortung“ unter Ministerpräsident Hans Modrow, die vom 18. November 1989 bis zur vorgezogenen Wahl am 18. März 1990 regierte, für den Naturschutz eine Zeit, in der „Meilensteine“ gesetzt und u. a. die Grundlagen des Nationalparkprogramms der DDR erarbeitet wurden. Die Idee für das Nationalparkprogramm für die gesamte DDR, mit dem großflächig Landschaften bewahrt und entwickelt werden sollten, entwickelte sich an verschiedenen Orten, u. a. in Waren an der Müritz (Knapp 2012: 53), wo sich eine Bürgerinitiative zur Auflösung des Staatsjagdgebietes an der Müritz gebildet hatte. Bereits am 18. Dezember 1989 lag der Volkskammer, dem Ministerpräsidenten und dem Runden Tisch der DDR ein Schreiben der Müritzer Initiative vor, das detaillierte Arbeitsschritte zur Realisierung eines Nationalparks an der Müritz sowie ein Nationalparkprogramm für besonders schützenswerte Landschaften in folgenden Regionen benennt: Südost-Rügen, Darß-Zingst-Hiddensee, Müritzgebiet, Spreewald, Mittelelbegebiet, Elbsandsteingebirge, Eichsfeld, Rhön. Damit waren bereits acht der 14 später im Einigungsvertrag gesicherten Flächen benannt.
Am 1. Januar 1990 wurde das Ministerium für Naturschutz, Umweltschutz und Wasserwirtschaft der DDR (MNUW) gegründet und am 15. Januar 1990 Michael Succow als Stellvertreter des Ministers, zuständig für Ressourcenschutz und Landnutzungsplanung, berufen. Succow holte bis zum März 1990 neben Rolf Caspar, dem früheren Sekretär des Zentralvorstandes der GNU in Berlin, Hans Dieter Knapp (freiberuflicher Botaniker) und Matthias Freude von der Humboldt-Universität zu Berlin mit Lutz Reichhoff (ILN Dessau und stellvertretender Direktor des ILN) sowie Wolfgang Böhnert/ILN Dresden und Lebrecht Jeschke/ILN Greifswald einige führende ILN-Mitarbeiter in den Bereich Naturschutz des neuen Ministeriums.
Am 27. und 28. Januar 1990 trafen sich in Berlin Naturschützer beider deutscher Staaten zu einer großen Naturschutzkonferenz. Die nach dem Mauerbau 1961 mehr oder weniger abgebrochenen Kontakte waren bereits in den Wochen zuvor intensiv wiedergeknüpft worden. Korrespondierend mit dem Niedergang der Gesellschaft für Natur und Umwelt im Kulturbund, der in den Monaten November bis März 1990 stattfand, gründeten sich in der DDR einerseits die „Grüne Liga“, ein Netzwerk unabhängiger lokaler Umweltgruppen und der „Naturschutzbund der DDR“ (am 18. März 1990), eine Abspaltung von der GNU, als neue Verbände, andererseits gab es immer mehr Ableger von Umweltverbänden der Bundesrepublik wie BUND, WWF und Greenpeace.
Am 7. Dezember 1989 fand sich erstmals der „Zentrale Runde Tisch“ der DDR zusammen. Bis zur letzten Sitzung am 12. März 1990 gab es 16 Treffen des „Zentralen Runden Tischs“. Die „Runden Tische“, die es auch auf lokaler Ebene gab, waren „zu neuen Repräsentations- und Legitimationsformen“ geworden, die das Machtvakuum, das durch den Zerfall der Herrschaft der SED und ihrer Blockparteien entstand, zu füllen versuchten. Zum Zentralen Runden Tisch gehörte auch eine Arbeitsgruppe „Ökologischer Umbau“, die mit Datum vom 5. März 1990 als Ergebnis ihrer Tätigkeit ein „Konzept zur Einbeziehung ökologischer Prinzipien in die Gestaltung der gesellschaftlichen und ökonomischen Entwicklung“ unterbreitete. Der Zentrale Runde Tisch legte am 4. April 1990 noch eine Verfassung für eine demokratische, unabhängige, sozialstaatlich wie ökologisch orientierte DDR vor. Zu diesem Zeitpunkt war die politische Revolution in der DDR bereits über solche Reformpositionen hinweggegangen. Dem Runden Tisch blieb nur noch die Aufgabe, die ersten freien Wahlen in der DDR zu organisieren, die vom Mai 1990 auf den 18. März 1990 vorgezogen wurden.
Neben dem „Zentralen Runden Tisch“ gab es auch den „Zentralen Grünen Tisch der DDR“, der vom MNUW ins Leben gerufen wurde und am 24. Januar 1990 erstmals zusammentrat. Zu den Diskussionsthemen gehörte das Nationalparkprogramm. Der Grüne Runde Tisch tagte nochmals am 21. Februar 1990, wurde jedoch nach den Wahlen am 18. März aufgelöst. Hans Dieter Knapp bildete im MNUW Anfang Februar 1990 ein „Nationalpark-Komitee“, dem neben Mitarbeitern des Ministeriums Vertreter der Förderkreise oder Verwaltungen der im Entstehen begriffenen Großschutzgebiete angehörten. Anfangs tagte das Komitee einmal monatlich, im Sommer 1990 dann wesentlich häufiger.
Ende Januar 1990 lag eine erste Fassung des Nationalparkprogramms vor. Succow stellte es mit den darin vorgeschlagenen Kategorien „Nationalpark“, „Biosphärenreservat“ und „Naturschutzpark“ – letztere eine den Schutzzweck hervorhebende Abwandlung der im Bundesnaturschutzgesetz verankerten Kategorie „Naturpark“ – dem Zentralen Runden Tisch der DDR in seiner Sitzung vom 5. Februar 1990 vor. Dieser befürwortete es einhellig und bat die Regierung, die dafür notwendigen Mittel kurzfristig zur Verfügung zu stellen.
Mitte Februar erging aus dem MNUW eine erste Verordnung, die der Stärkung des staatlichen Naturschutzes galt und zum Aufbau einer funktionsfähigen Naturschutzverwaltung in den Kreisen und Bezirken der DDR führte. Insgesamt wurden rund 1000 neue Arbeitsplätze im Naturschutz geschaffen, überwiegend besetzt von Personen, die sich schon vorher in ihrer Freizeit für Naturschutz engagiert hatten und nun die personelle Basis für die Umsetzung des Nationalparkprogramms und allgemein des Naturschutzes in der DDR und später in den fünf neuen Ländern bildeten.
Im März gelang es dem Ministerium, alle „industriemäßigen Tierproduktionsanlagen“ aus Umweltschutzgründen zu schließen – bis auf eine in Ferdinandshof/Vorpommern. Zu den bemerkenswerten Maßnahmen des Naturschutzes in dieser kurzen Phase der Modrow-Regierung gehört auch die Gründung der Internationalen Naturschutzakademie im Naturschutzgebiet Insel Vilm, die zuvor als Erholungsobjekt der DDR-Regierung diente. Diese Gründung erfolgte bereits in Absprache mit dem Umweltministerium der BRD.
Am 16. März 1990 bestätigte der Ministerrat der DDR schließlich eine Beschlussvorlage für das Nationalparkprogramm, die sechs Biosphärenreservate, fünf Nationalparke, zwölf Naturschutzparke sowie deren einstweilige Sicherung als Landschaftsschutzgebiete von zentraler Bedeutung vorsah. Auf der Grundlage dieses Beschlusses wurden in den vorgesehenen Gebieten Aufbaustäbe mit 20 Mitarbeiterinnen und Mitarbeitern gebildet und noch für das laufende Jahr 1990 6,55 Millionen Mark eingeplant.

### Umweltunion und Sicherung des „Tafelsilbers der deutschen Einheit“

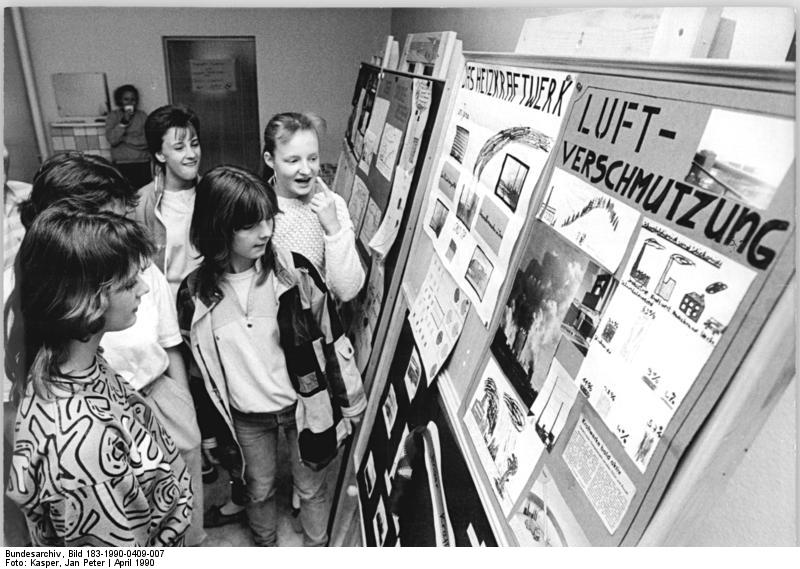
Dokumentation einer Schulklasse in Jena zur Umweltverschmutzung, 1990

Die aus der Volkskammerwahl 1990 hervorgegangene Regierung unter Ministerpräsident Lothar de Maizière übernahm das Mandat von der Vorgängerregierung und ließ die Arbeiten am Nationalparkprogramm, das neben der Konsolidierung der staatlichen Naturschutzverwaltung im Zentrum der Naturschutzarbeit stand, fortführen. Das MNUW wurde am 12. April 1990 in Anlehnung an die Namensbezeichnung in der BRD in Ministerium für Umwelt, Naturschutz, Energie und Reaktorsicherheit (MUNER) umbenannt, mit Karl-Hermann Steinberg als Minister. Succow blieb zunächst für seinen vorherigen Geschäftsbereich zuständig, schied allerdings zum 15. Mai 1990 aus dem Ministerium aus (zu den Gründen Rösler 1998: 571–574). Die Arbeiten am Nationalparkprogramm gingen indes weiter. Bei einer Beratung am 25. Juni 1990 im MUNER in Bonn organisierten die BRD-Bundesländer die Unterstützung des Nationalparkprogramms im Rahmen von Patenschaften.
Am 29. Juni 1990 unterzeichneten DDR und BRD das Umweltrahmengesetz, das mit der Währungsunion am 1. Juli 1990 in Kraft trat. Damit galt das Bundesnaturschutzgesetz weitgehend auch in der DDR. Das Nationalparkprogramm profitierte davon, dass das Landeskulturrecht der DDR auf Länderebene weiterhin galt. Das Umweltrahmengesetz, im Wesentlichen erarbeitet von Naturschutzjuristen aus der Bundesrepublik, war im Hinblick auf die Realisierung dieses Programms ausformuliert worden, wobei hier der Mitte Mai 1990 aus dem Bonner Umweltministerium in das MUNER delegierte Jurist Arnulf Müller-Helmbrecht eine maßgebliche Rolle spielte.
Als am 20. August 1990 der Beitritt der DDR zur Bundesrepublik auf den 3. Oktober 1990 festgelegt wurde, mussten alle Verordnungen der zu sichernden Gebiete vor diesem Termin fertiggestellt werden. Da dies bis zum 31. August 1990, an dem der Einigungsvertrag zwischen DDR und BRD unterzeichnet wurde, nicht gelang, findet sich das Nationalparkprogramm dort nicht wieder.
Wenige Tage vor der Vereinigung der beiden deutschen Staaten am 3. Oktober 1990, in der letzten Sitzung des Ministerrats am 12. September 1990, wurden schließlich im Rahmen des Nationalparkprogramms sechs Biosphärenreservate, fünf Nationalparke und drei Naturparke nach DDR-Recht gesichert. 12 weitere Gebiete wurden einstweilig gesichert. Damit wurden 4882 Quadratkilometer Landschaft unter Schutz gestellt, das waren knapp 5 Prozent des Territoriums der DDR.
Am 18. September 1990 unterzeichneten Wolfgang Schäuble für die Bundesrepublik Deutschland und Günther Krause für die Deutsche Demokratische Republik eine „Zusatzvereinbarung“ zum Einigungsvertrag vom 31. August 1990, mit der die 14 vom Ministerrat beschlossenen Verordnungen zum Nationalparkprogramm bestätigt wurden. Die anderen 12 Gebiete wurden vorläufig für die Dauer von zwei Jahren bestätigt. Innerhalb von zehn Monaten wurde damit mehr Fläche mehr für den Naturschutz in Deutschland gesichert als in den 100 Jahren staatlichem Naturschutz zuvor.
Am 3. Oktober 1990 endete die Geschichte der DDR, jedoch noch nicht die Geschichte von DDR-Naturschutzinstitutionen, denn das 1953 gegründete Institut für Landschaftsforschung und Naturschutz (ILN) wurde erst am 31. Dezember 1991 geschlossen, nachdem es im Mai 1991 vom Wissenschaftsrat evaluiert wurde. Die zentrale Naturschutzforschungseinrichtung der DDR existierte somit noch knapp 15 Monate lang im vereinten Deutschland.
Im ILN hatten die letzten Verteidigungen von Forschungsberichten bereits 1989 stattgefunden. Im ersten Halbjahr 1990 waren alle Forschungsthemen abgebrochen worden. Die Mitarbeiter der Forschungsgruppen beteiligten sich nun an den Arbeiten zur Vorbereitung der Ausweisung von Nationalparken, Biosphärenreservaten und Naturschutzparken im Rahmen des Nationalparkprogramms. Das ILN gliederte sich im September 1990 noch in 8 Arbeitsgruppen, 2 Abteilungen, 2 Biologische Stationen, eine Lehrstätte und eine Niederlassung in Specker Horst.
In den Neuen Ländern in Ostdeutschland war der Aufbau der Landesämter für Umwelt und Naturschutz (bei unterschiedlicher Namensgebung) in Gang gekommen, unter maßgeblicher Beteiligung von Mitarbeitern der ehemaligen ILN-Zweigstellen. Bis Mai 1991 gingen die fünf Zweigstellen des ILN in jeweilige Landesämter für Umwelt- und Naturschutz bzw. in die dortigen Abteilungen Naturschutz über. Für die bisherigen ILN-Mitarbeiter, die im amtlichen Naturschutz tätig blieben, änderte sich der Charakter ihrer Tätigkeit allerdings grundlegend, da sie fortan nicht mehr forschten, sondern ausschließlich Verwaltungsarbeit zu erledigen hatten.

## Wertungen zum Naturschutz in der DDR
Die Leistungen des Naturschutzes in der DDR werden unterschiedlich bewertet. Lutz Reichhoff, der in diesem Bereich in verschiedenen Funktionen prägend tätig war, äußert sich hierzu: „Der DDR-Naturschutz war eine staatlich (rechtlich, politisch) gelenkte, wissenschaftlich gestützte und weitgehend ehrenamtliche Tätigkeit. Ihm war die gesellschaftliche Nische zugewiesen, die von den Ehrenamtlichen (sowohl der GNU als Verbandsebene als auch des Beauftragten- und Helferwesens) ausgefüllt wurde. Die Naturschutzarbeit konnte nur unter ständiger Ermunterung der extrem unterbesetzten und oft demotivierten staatlichen Stellen geschehen, ohne zu übersehen, dass es auch hier engagierte Leute gab. […] Dem DDR-Naturschutz fehlte die Professionalisierung in Verwaltung, Planung und Ehrenamt. Die rechtlichen Instrumentarien des Naturschutzes entwickelten sich kaum. Nur aus der internationalen Arbeit (MAB, Wasservogelschutz) erwuchsen Impulse. […] Der organisatorische Aufbau der Verwaltungen war absolut unterentwickelt. Dies schuf natürlich Lücken, in die die Ehrenamtlichen eintreten konnten. Eine moderne weiterführende Form der Naturschutzarbeit war das aber auf keinen Fall. […] Insgesamt war der Vollzug des Naturschutzrechtes nicht rechtsstaatlich gesichert, sodass dieser von Willkür, Vollzugsdefizit, sehr subjektiver Wertung und Wichtung, persönlicher Einflussnahme und den ‚zeitlich-räumlichen‘ Konstellationen der handelnden Personen bestimmt war. Trotz alldem wurde unter den gegebenen Bedingungen eine intensive, vor allem ehrenamtliche, aber auch von staatlichen Mitarbeitern getragene Naturschutzarbeit geleistet, die beachtliche Ergebnisse hervorbrachte. Kennzeichnend war die Praxisorientierung. Da eigentumsrechtliche Schranken fehlten, konnten Maßnahmen leicht umgesetzt werden. Sie wurden sogar staatlich unterstützt. Die ehrenamtlichen Beauftragten und Helfer wurden im Rahmen politischer Vorgaben gefördert und unterstützt. Im Ergebnis dieser Arbeit konnten gesicherte Schutzgebiete, erhaltene Populationen von Arten, Praxiserfahrungen und ein spezifisches Naturschutzverständnis in die Bundesrepublik überführt werden. Eine direkte Fortsetzung dieser Arbeit kann aber aufgrund der geänderten gesellschaftlichen (eigentumsrechtlichen, naturschutzrechtlichen, verwaltungsrechtlichen, arbeitsrechtlichen) Rahmenbedingungen kaum erfolgen.“
Räumlich konzentrierte sich die Tätigkeit des Naturschutzes auf die „ländlichen Räume“ der DDR und darin vor allem auf die geschützten Objekte und Gebiete. Seine Erfolge blieben auf Naturschutzgebiete, Naturdenkmale, Flächennaturdenkmale, Landschaftsschutzgebiete (Erholungsgebiete) und erhaltene Populationen von Arten beschränkt. Gegenüber der „industriemäßig“ betriebenen Land-, Forst- und Fischereiwirtschaft herrschte Ohnmacht ebenso wie gegenüber Problemen in den (anderen) industriellen Schwerpunktgebieten (Braunkohleabbau, Braunkohlechemie, Uranbergbau) und gegenüber städtisch-industriellen Umweltproblemen wie Freiraumschutz, Luftverunreinigungen, Abfall- und Abwasserentsorgung oder -reinigung, Lärmbelastung usw., wenngleich die Probleme bekannt waren und vor Ort ständig Konflikte verursachten.